# Serie A 2014-2015
La Serie A 2014-2015 è stata la 113ª edizione della massima serie del campionato italiano di calcio (l'83ª a girone unico), disputata tra il 30 agosto 2014 e il 31 maggio 2015 e conclusa con la vittoria della Juventus, al suo trentunesimo titolo, il quarto consecutivo.
Capocannonieri del torneo sono stati Mauro Icardi (Inter) e Luca Toni (Verona) con 22 reti a testa.

## Stagione

### Novità
A sostituire Catania, Bologna e Livorno, retrocesse in Serie B nella stagione precedente, al 113º campionato italiano di calcio ci sono il Palermo, dopo appena un anno di assenza, l'Empoli che fa il suo ritorno in massima serie dopo sei anni, e il Cesena promosso in Serie A grazie alla finale play-off vinta contro il Latina, dopo soli due anni di assenza.
Per la seconda volta nella storia della massima categoria a girone unico, sono presenti in calendario cinque derby cittadini (Genova, Milano, Roma, Torino e Verona). Ancora per la seconda volta, tre squadre non appartenenti a città capoluogo di provincia — le neopromosse Cesena ed Empoli, assieme al Sassuolo — sono al via della Serie A: è la prima volta che accade dal secondo dopoguerra a oggi; l'unico precedente nel girone unico risale all'annata 1930-1931, quando a quel torneo presero parte Casale, Legnano e Pro Patria.
La Nike, fornitore unico per quanto riguarda i palloni ufficiali del campionato, sostituisce "Incyte" con l'innovativo e dalle più alte prestazioni "Ordem", che garantisce maggiore stabilità, visibilità e un maggior numero di alte prestazioni da parte dei giocatori. Oltre che per la Serie A, il nuovo pallone verrà usato anche in Premier League e nella Liga spagnola, ognuna delle versioni recante stampato il logo del rispettivo torneo.
Per la prima volta nella storia del calcio italiano gli arbitri sono dotati del cosiddetto spray evanescente, una speciale bomboletta di schiuma delebile per segnalare, in occasione di calci piazzati, la distanza delle barriere e la posizione del pallone sul terreno di gioco; parallelamente, questa innovazione viene adottata anche dai campionati di Serie B e Lega Pro. L'anticipo della prima giornata, Chievo-Juventus del 30 agosto 2014, giocato sul campo del "Marcantonio Bentegodi", è stata la partita che ha visto l'esordio di questa novità nella massima serie italiana.
Da questa stagione la Lega Serie A permette inoltre, a discrezione dei singoli club della massima categoria, l'inserimento opzionale di un terzo sponsor commerciale sulle proprie maglie (che va ad aggiungersi a quello tecnico, per un totale di quattro marchi pubblicitari permessi), da posizionarsi eventualmente nel retro della divisa, alla base dei numeri di gioco.

### Formula
Come già avvenuto la precedente stagione, la prima giornata (30-31 agosto 2014) è stata suddivisa con due anticipi al sabato, uno alle 18:00 e l'altro alle 20:45, un anticipo alla domenica alle ore 18:00 (in questo caso due) e le restanti partite domenicali alle ore 20:45. A partire dalla 2ª giornata e fino alla 37ª compresa, ad eccezione dei turni infrasettimanali e del sabato precedente la Pasqua, generalmente vengono disputati due anticipi al sabato (18:00 e 20:45), una partita la domenica alle 12:30, seguite sempre la domenica da sei partite alle ore 15:00, con posticipo serale alle ore 20:45. Il calendario viene però frequentemente variato anche a seconda degli impegni delle squadre nelle competizioni calcistiche europee, con possibilità di un aumento degli anticipi e posticipi, sia negli orari e giorni di cui sopra, sia il venerdì o il lunedì.
In questo campionato sono stati quattro i turni infrasettimanali: il 24 settembre 2014, il 29 ottobre 2014, il 6 gennaio 2015, e il 29 aprile 2015. Le soste delle domeniche 7 settembre 2014, 12 ottobre 2014, 16 novembre 2014 e 29 marzo 2015 sono programmate per permettere alle squadre nazionali di disputare le qualificazioni al campionato europeo di Francia 2016. Il 28 dicembre invece il campionato si è fermato per la sosta natalizia, per poi riprendere con il turno infrasettimanale dell'Epifania. In più il turno di domenica 5 aprile, si è giocato il sabato precedente, per le festività pasquali.
Il numero di squadre e le modalità di qualificazione alle competizioni organizzate dall'UEFA sono cambiati rispetto alla stagione precedente. Al termine del campionato, le prime tre squadre classificate avranno diritto a partecipare alla Champions League 2015-2016, le prime due alla fase a gironi e la terza al turno di play-off o al terzo turno di qualificazione, a seconda dei risultati delle coppe europee; la quarta e la quinta in graduatoria, invece, potranno iscriversi all'Europa League 2015-2016, unitamente alla formazione vincitrice della Coppa Italia. La sesta classificata avrà diritto a partecipare all'Europa League nel caso in cui la trionfatrice nella coppa nazionale sia già ammessa alle competizioni europee. Con la modifica del regolamento dell'Europa League, da questa stagione anche la quarta classificata del campionato accederà direttamente alla fase a gironi della seconda competizione continentale per club, insieme alla vincitrice della coppa nazionale. Qualora la vincitrice della coppa ottenga in campionato un piazzamento valido per la partecipazione alla Champions League, la quinta classificata del torneo accederà direttamente ai gironi dell'Europa League, mentre la sesta classificata accederà al terzo turno preliminare della medesima manifestazione. Da questa stagione, la finalista perdente della Coppa Italia non sarà più ammessa all'Europa League se non ha ottenuto un piazzamento utile per qualificarsi a questa competizione tramite il campionato.

### Calciomercato

#### Sessione estiva

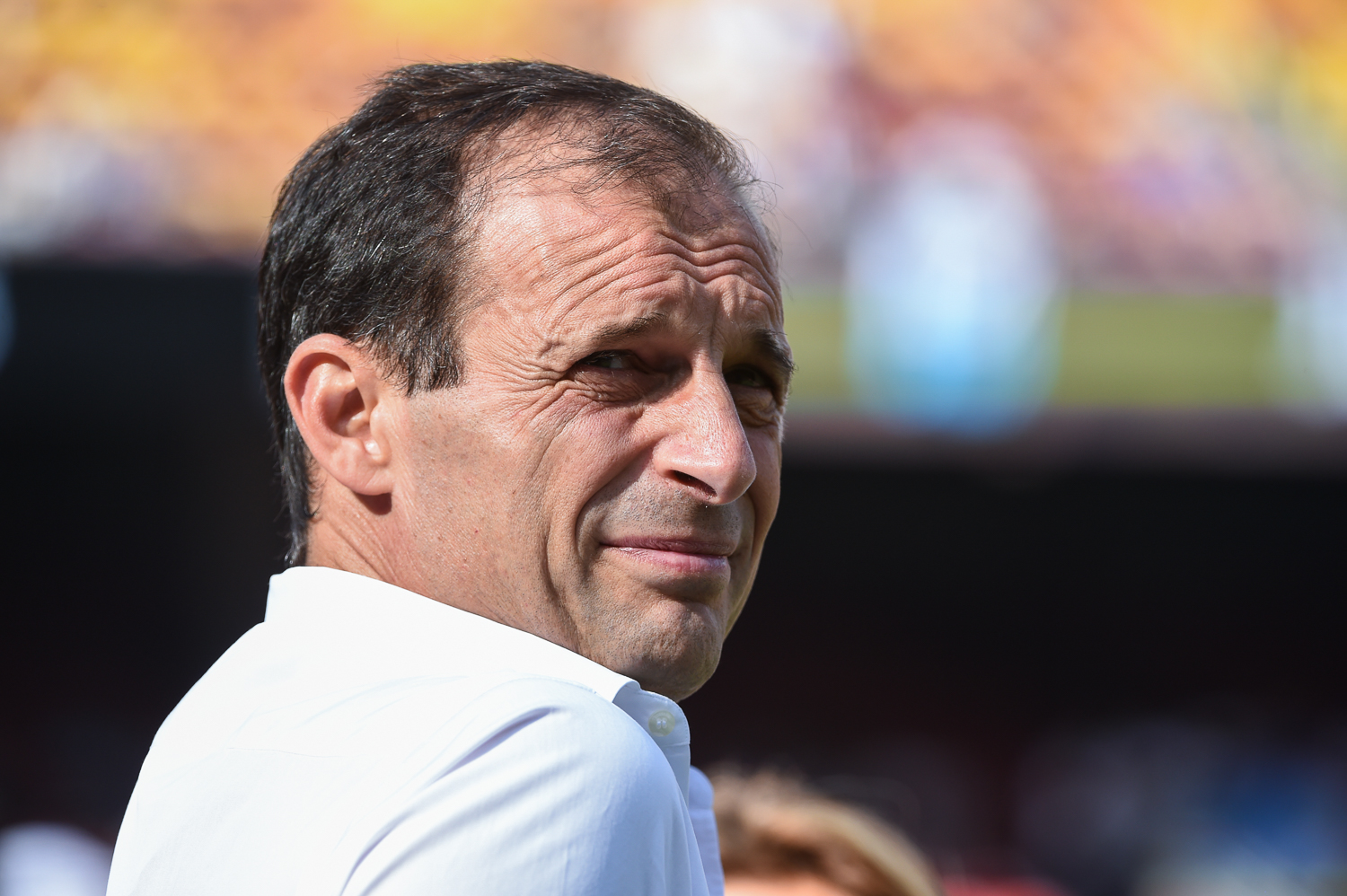
Dopo la fine del ciclo contiano, anche con Massimiliano Allegri in panchina la Juventus si conferma campione.

Tra le pretendenti al titolo la Juventus, a dispetto del recente triennio di successi, vive un precampionato movimentato causa l'improvviso avvicendamento tecnico di metà luglio fra Conte, tra i maggiori artefici del rilancio bianconero ma entrato in rotta con la dirigenza (diverrà di lì a poco commissario tecnico della nazionale italiana), e Allegri; assimilato il cambio in panchina, la squadra si rinforza in ogni reparto con gli arrivi dell'esperto difensore Evra, ex Manchester Utd, del centrocampista Pereyra dall'Udinese e di Morata dal Real Madrid, l'ultimo presto capace di sovvertire le gerarchie dell'attacco. La Roma del confermato Garcia è protagonista di un mercato che vede il maggior esborso della sessione in Iturbe, ala offensiva prelevata dal Verona, che tuttavia, rispetto alle premesse di «colpo» dell'estate, andrà incontro a una stagione in chiaroscuro; si garantisce poi le prestazioni del difensore Astori dal Cagliari e del centrocampista Keita, svincolatosi dal Valencia, sostituendo inoltre il centrale difensivo Benatia, ceduto al Bayern Monaco, con Yanga-Mbiwa dal Newcastle Utd e Manōlas dall'Olympiacos, club cui attinge anche per il compagno di reparto Holebas. Il Napoli di Benítez accoglie tra le proprie file il difensore Koulibaly, dal Genk, e il centrocampista de Guzmán dallo Swansea City, mentre rinuncia al portiere Reina, che fa ritorno a Liverpool, e a Džemaili e Pandev, entrambi venduti al Galatasaray.

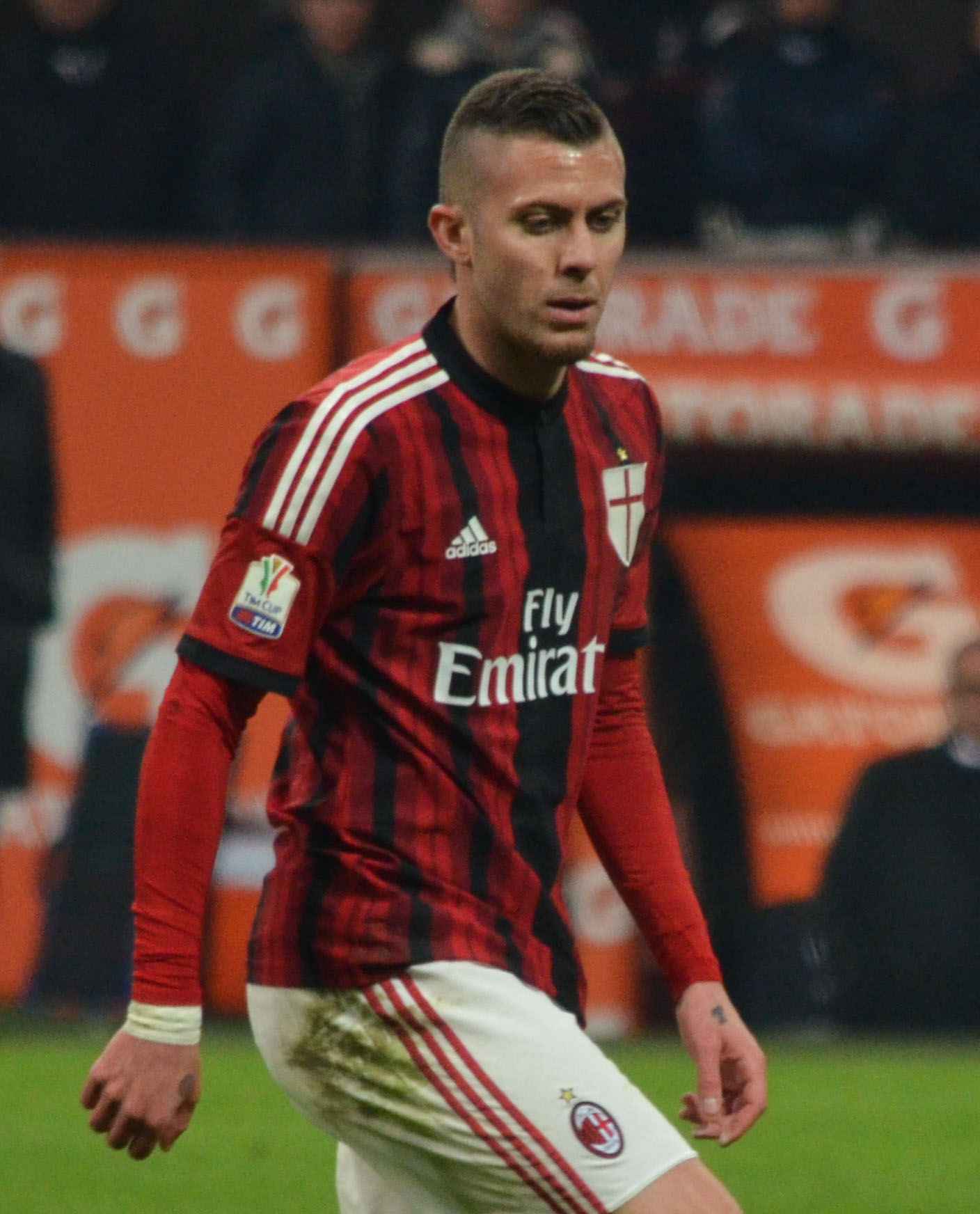
Il francese Jérémy Ménez, di ritorno in Serie A dopo l'esperienza giallorossa e tra le poche note liete nella deludente stagione del Milan, per il secondo anno di fila rimasto escluso dalle coppe europee.

La Lazio passa nelle mani di Pioli rinnovandosi in ogni reparto, con il jolly Basta dall'Udinese e gli acquisti del difensore De Vrij dal Feyenoord, del centrocampista Parolo dal Parma e della punta Đorđević dal Nantes. A Milano, l'Inter vede potenziare il proprio centrocampo con gli arrivi di M'Vila e Medel, rispettivamente da Rubin Kazan' e Cardiff City, e l'integrazione in attacco di Osvaldo dal Southampton. L'altra formazione meneghina, il Milan, promuove dalle giovanili il nuovo allenatore Filippo Inzaghi mentre, nel parco giocatori, mette sotto contratto gli svincolati Alex e Ménez, entrambi ex Paris Saint-Germain, riscatta il difensore Rami dal Valencia, preleva il portiere López dal Real Madrid e dà fiducia al giovane centrocampista Bonaventura preso dall'Atalanta, oltre a scommettere su di un Torres tuttavia in fase calante; sul fronte delle partenze, Balotelli e Cristante vengono ceduti, rispettivamente, a Liverpool e Benfica. La Fiorentina amplia le proprie soluzioni in mezzo al campo acquistando Kurtić dal Sassuolo.
Il Torino, ceduta la coppia-gol dello scorso campionato, Cerci all'Atlético Madrid e Immobile, capocannoniere uscente, al Borussia Dortmund, vede il ritorno in granata, dopo quasi un decennio, di Quagliarella via Juve, assieme a Molinaro e Amauri da Parma. Il Verona rimpiazza Iturbe con l'ex cagliaritano Nenê, mettendo inoltre sotto contratto il difensore Márquez dal León. I friulani del nuovo tandem Stramaccioni-Stankovic, da par loro, prelevano l'estremo difensore Karnezīs dal Granada, il centrocampista Kone dai felsinei e l'attaccante Théréau dal Chievo. L'Atalanta si rinforza nel reparto arretrato con Biava dai biancocelesti, in mezzo al campo con Gómez dal Metalist, e in attacco con l'arrivo dell'ex bolognese Bianchi e dello juventino Boakye. La Sampdoria preleva dal neopromosso Palermo il portiere Viviano, il difensore Silvestre dall'Inter e la punta Bergessio dal retrocesso Catania. Il Parma ingaggia dagli stessi etnei il fantasista Lodi, concludendo poi con la Juventus l'arrivo in Emilia di De Ceglie.

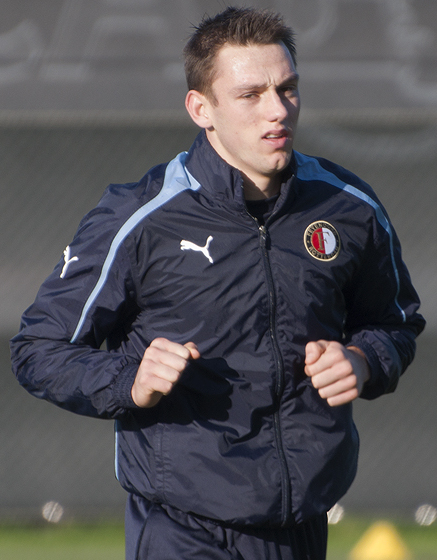
L'olandese Stefan de Vrij, messosi in luce ai mondiali brasiliani, va a puntellare la difesa della rinnovata Lazio.

Il Sassuolo mette sotto contratto il portiere Consigli dai bergamaschi, i terzini Peluso e Vrsaljko, rispettivamente ex Juve e Genoa, e il centrocampista Taïder in prestito dalla sponda nerazzurra di Milano. I genoani si rinforzano acquistando i centrocampisti Perotti e Rincón, da Siviglia e Amburgo, e rimpiazzando Gilardino, trasferitosi al Guangzhou E., con le punte Matri e Pinilla arrivate da Milan e Cagliari; pescano poi dalla rosa fiorentina il difensore Roncaglia. I sardi, che accolgono in panchina Zeman, prelevano dai cadetti del Brescia l'estremo difensore Cragno. I clivensi mettono sotto contratto il difensore Gamberini dai rossoblù di Genova, attingono per il centrocampo dalle due compagini meneghine, Schelotto dai nerazzurri e Birsa dai rossoneri, rimpolpando poi l'attacco con Maxi López dalla Sampdoria e Meggiorini dai granata; sempre dall'Inter ottengono anche il prestito del portiere Bardi. Tra le neopromosse, i palermitani attingono dal mondiale brasiliano col difensore González, dai Columbus Crew, cedendo Hernández all'Hull City. L'Empoli si rinforza col centrocampista Vecino, arrivato dai viola. Il Cesena investe infine nel portiere Leali in prestito dalla Torino bianconera, nell'ex bergamasco Lucchini in difesa, e nell'attaccante Hugo Almeida aggregato nel mese di ottobre da svincolato.

#### Sessione invernale
Il mercato di riparazione vede sugli scudi le due milanesi, costrette a inseguire dopo un girone d'andata, per entrambe, al di sotto delle aspettative. L'Inter ottiene da Arsenal e Bayern Monaco, rispettivamente, l'attaccante Podolski e l'ala Shaqiri, vedendo poi il ritorno in nerazzurro del difensore Santon dal Newcastle Utd. I cugini del Milan, chiuso il breve e negativo rapporto con Torres, cedono questi all'Atlético Madrid in cambio di Cerci, a sua volta di ritorno in Italia dopo l'infruttuoso semestre coi Colchoneros; i rossoneri rinforzano inoltre la difesa con Bocchetti e Paletta, da Spartak Mosca e Parma, e l'attacco con Destro, arrivato dalla Roma.

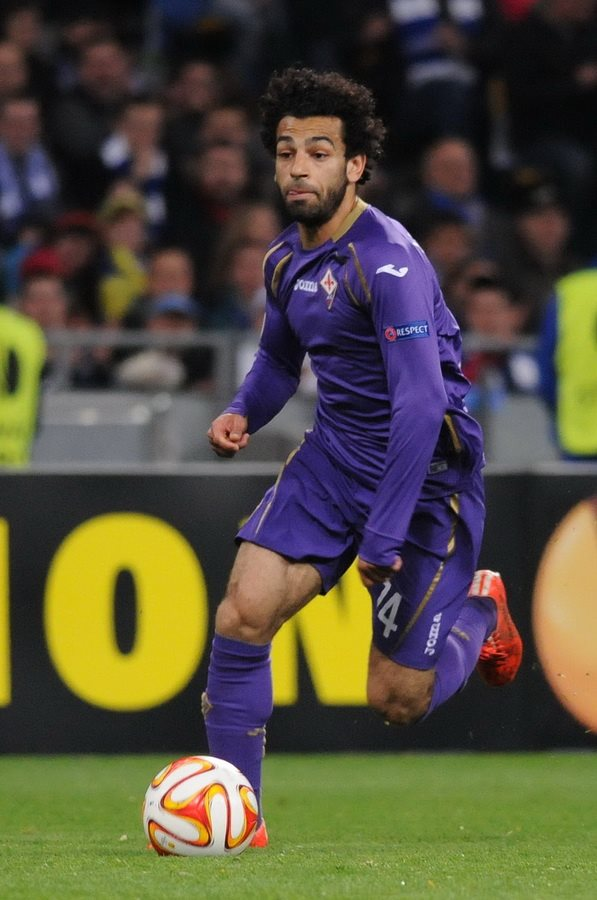
L'egiziano Mohamed Salah, rinforzo di metà stagione della Fiorentina.

In vetta, la Juventus campione d'inverno si limita a operazioni di piccolo cabotaggio riprendendosi De Ceglie, anticipando di sei mesi l'arrivo dal Genoa del centrocampista Sturaro e accogliendo, via Milan, Matri; questi, di ritorno a Torino dopo un paio d'anni, va a sostituire nel reparto avanzato bianconero Giovinco, accasatosi al Toronto FC. Anche la diretta inseguitrice Roma si limita a rinforzi di secondo piano, col difensore Spolli dai cadetti del Catania, il trequartista Ibarbo dal Cagliari e l'attaccante Doumbia dal CSKA Mosca, mentre più attivo si dimostra il Napoli che rinnova l'undici titolare con il terzino Strinić, dal Dnipro, e con l'esterno offensivo Gabbiadini dalla Sampdoria.
La Fiorentina riporta in Serie A la coppia Diamanti-Gilardino, entrambi dal Guangzhou E., mentre, a fronte della cospicua vendita di Cuadrado al Chelsea, vede arrivare come parziale contropartita dai Blues il trequartista Salah, tra le note più liete della tornata di ritorno. Il Genoa, ceduti Pinilla all'Atalanta e Greco al Verona, rivoluziona l'attacco con Niang, arrivato dalla sponda rossonera di Milano, e col ritorno di Borriello dai giallorossi; l'altra genovese, la Sampdoria, rileva le punte Eto'o dall'Everton e Muriel dall'Udinese, oltre al difensore Muñoz dal Palermo. Il Torino cede Nocerino al Parma, ingaggiando poi la punta Maxi López dal Chievo e il centrocampista González dalla Lazio, che a sua volta acquista con la formula del prestito con obbligo di riscatto il difensore brasiliano Maurício dallo Sporting Lisbona. Il Parma, invischiato in una difficile situazione societaria, e perso tra gli altri Cassano che rescinde il suo contratto, si accorda con il centrocampista Cristian Rodríguez, in prestito dall'Atlético Madrid, e l'attaccante Varela dal Porto. I sardi accolgono la punta Čop dalla Dinamo Zagabria, mentre l'Empoli si riprende il centrocampista Saponara dal Milan. Da parte sua, il Chievo preleva la punta Pozzi dai parmensi e cede il centrocampista Lazarević al Sassuolo. Infine, a mercato chiuso, Cagliari e Cesena effettuano due operazioni pescando dai giocatori svincolati: i rossoblù ingaggiano il difensore Diakité, mentre i romagnoli prendono il centrocampista Mudingayi.

### Avvenimenti

#### Girone di andata

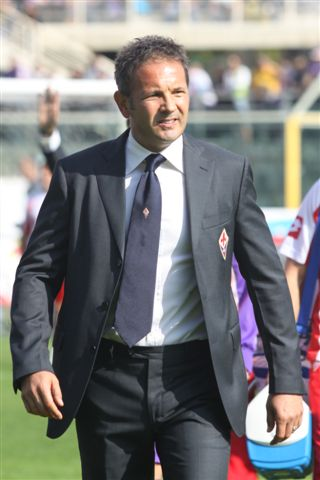
Siniša Mihajlović, tecnico della Sampdoria che chiude il girone di andata al terzo posto.

Come da pronostici della vigilia, per la lotta al titolo si delinea fin dalle prime giornate un replay del precedente torneo, ovvero un dualismo tra Juventus e Roma. I campioni uscenti bianconeri — che superano presto le remore estive circa l'insediamento in panchina di Allegri — e i giallorossi camminano a braccetto e a punteggio pieno fino al sesto turno, quando nello scontro diretto di Torino i padroni di casa superano 3-2 la formazione di Garcia e vanno solitari in vetta. A fine ottobre i capitolini si ricongiungono ai piemontesi al primo posto, approfittando dell'unica sconfitta juventina nel girone d'andata, maturata a Marassi col Genoa, salvo lasciare nuovamente la testa della classifica ai bianconeri dopo una sola settimana. La Roma tallona la Juventus per tutto il resto del girone d'andata, con un ritardo che si mantiene di poche lunghezze sino al 18 gennaio, quando, superando allo Stadium il Verona, la Vecchia Signora è campione d'inverno, mettendo cinque punti, sin qui massimo vantaggio stagionale, tra sé e i giallorossi fermati sul pari al Barbera dal Palermo. I bianconeri fanno proprio per la quarta volta di fila il simbolico titolo di metà stagione, grazie soprattutto alle reti di Tévez (che guida una classifica marcatori, sin qui, tutta a tinte argentine, con Dybala, Higuaín e Icardi) e alle prestazioni di un Pogba in costante crescita, mentre la compagine romana, pur a fronte di un avvio di spessore, a partire dalla sconfitta per 1-7 con il Bayern Monaco in Champions League, maturata il 21 ottobre, sembra perdere certezze, conseguendo risultati meno brillanti.

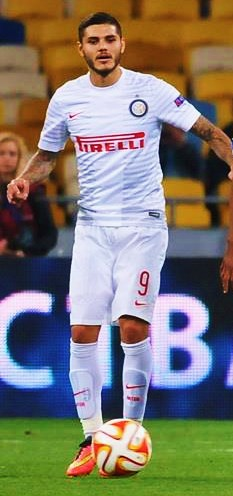
Nonostante il titolo di capocannoniere, i gol dell'argentino Mauro Icardi non riescono a portare l'Inter in Europa.

Dietro al duo di testa, al giro di boa la lotta per il terzo posto vede protagonisti il discontinuo Napoli, la nuova Lazio di Pioli e del giovane talento Felipe Anderson, una Fiorentina pur indebolita in attacco dall'assenza di Rossi e da un Gómez in appannamento, e quella che è la maggior rivelazione di questa prima parte di campionato, la Sampdoria di Mihajlović e dell'istrionico presidente Ferrero; il positivo momento del calcio ligure è sottolineato inoltre dai risultati del Genoa, subito a ridosso delle posizioni di vertice. Stenta invece Milano, che vede entrambe le sue rappresentanti barcamenarsi a centro classifica come non accadeva, a questo punto dell'annata, da oltre trent'anni: l'Inter affronta a metà novembre l'avvicendamento tecnico fra Mazzarri e un Mancini di ritorno dopo sei anni al club nerazzurro, mentre il Milan di Filippo Inzaghi, nonostante una partenza promettente, finisce presto in una spirale negativa.
Le neopromosse Palermo ed Empoli sono tra le note più liete provenienti dalla "provincia" calcistica. I siciliani di Iachini giovano della prolificità sottorete del tandem argentino Dybala-Vazquez, mentre i toscani di Sarri, pur se nel pieno della lotta per non retrocedere, emergono tatticamente tra le migliori formazioni del campionato, mettendo al contempo in mostra una discreta nidiata di giovani promesse, Rugani su tutti. A ciò si aggiunge la conferma del Sassuolo di Di Francesco, che, caso unico in massima serie, si schiera spesso in campo con soli giocatori italiani, compreso l'attaccante Zaza, nel frattempo entrato nel giro della nazionale. Rispetto al precedente torneo, più difficoltoso appare il cammino di Torino e Verona, le quali pagano un tasso tecnico non all'altezza dopo le cessioni estive. Ben più complicata è invece la situazione sulla via Emilia, con Cesena e Parma che chiudono la classifica: i ducali, in particolare, già preda di una difficile situazione societaria, sono protagonisti di una pesante involuzione che non permette loro di ripetere quanto di buono fatto nella stagione passata. Negativa anche la breve esperienza di Zeman sulla panchina del Cagliari, sostituito poco prima della sosta natalizia dal duo Zola-Casiraghi.

#### Girone di ritorno
Completamente agli antipodi si rivela la tornata conclusiva, che vede la Juventus allungare in vetta di giornata in giornata, approfittando di una crisi di risultati che tra febbraio e marzo coglie la Roma, rallentata da una prolungata serie di pareggi che la porta a perdere definitivamente contatto dalla capolista. Abbandonate le speranze di scudetto, i giallorossi si ritrovano coinvolti nella bagarre della zona Champions League, vedendo a rischio quel secondo posto che, invece, nelle settimane precedenti pareva saldamente nelle loro mani; gli uomini di Garcia vedono emergere come principali rivali dapprima il Napoli, che sarà presto costretto ad abdicare causa risultati altalenanti, e poi a sorpresa i concittadini della Lazio: questi, scivolati ai primi di febbraio sino a −11 dai cugini dopo una sconfitta casalinga contro il Genoa, grazie a un filotto di otto vittorie consecutive tornano prepotentemente in gioco, scavalcando in aprile gli stessi romanisti alla piazza d'onore e prefigurando, per la parte finale della stagione, un lungo derby a distanza fra le due capitoline per il secondo posto.

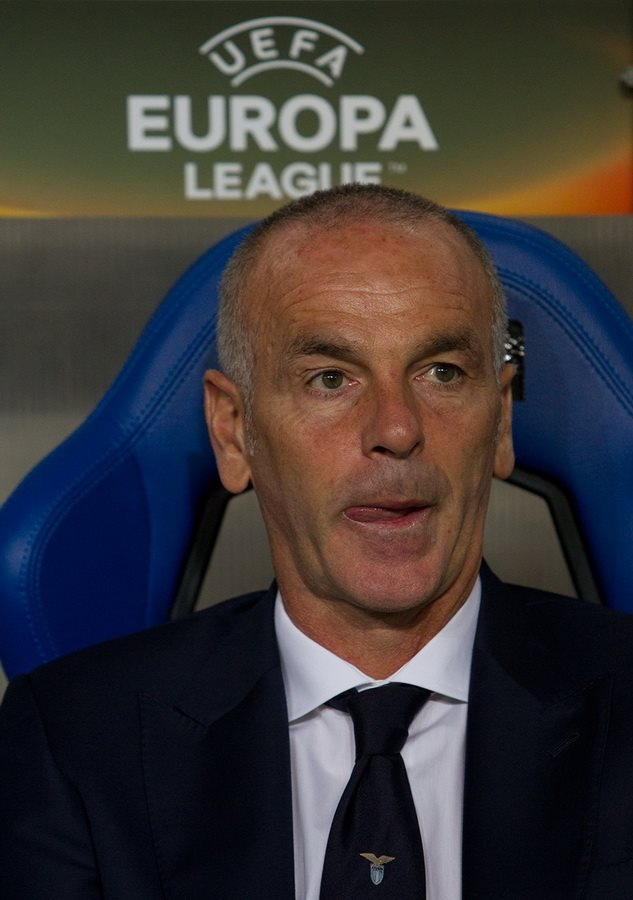
L'allenatore Stefano Pioli è autore di un positivo girone di ritorno alla guida della Lazio, terza e qualificata ai play-off di Champions League.

Frattanto, i bianconeri proseguono il loro cammino solitario di testa, non risentendo in aprile né dell'inattesa caduta sul campo del Parma fanalino di coda, né dell'esito della stracittadina che vede il Torino di nuovo vincente dopo vent'anni, rassicurati da un vantaggio sulle inseguitrici che in questa fase arriva a toccare un massimo stagionale di +15. La squadra di Allegri vince agevolmente il suo trentunesimo tricolore nonché quarto consecutivo — un filotto che, in casa juventina, non si verificava dai tempi del Quinquennio d'oro — il 2 maggio, grazie a un 1-0 in casa della Sampdoria firmato da Vidal: a riprova di una superiorità indiscussa: i piemontesi mai prima d'ora avevano conquistato il campionato, nell'era dei tre punti a vittoria, con quattro giornate d'anticipo, divenendo inoltre i primi, nella storia del calcio italiano, a mettere assieme un filotto di quattro scudetti in due periodi distinti. Per Madama arriverà in quest'annata anche la doppietta con la Coppa Italia, vinta contro la Lazio, liberando così in Serie A un ulteriore posto per la partecipazione all'Europa League.
Dietro ai confermati campioni, la Roma riesce a ritrovarsi nelle giornate finali, scavalcando i biancocelesti e assicurandosi la seconda posizione al penultimo turno, battendo proprio la squadra di Pioli nel derby; da parte sua, all'ultimo turno la Lazio consolida il terzo posto e annessa qualificazione ai play-off di Champions, un risultato insperato alla partenza del torneo, vincendo lo scontro diretto del San Paolo con il Napoli e relegando proprio i partenopei, quinti, all'Europa League. Dietro agli azzurri si erano nel frattempo stabilizzate la Fiorentina, che in dirittura d'arrivo li scavalca chiudendo quarta, e le due genovesi: il Genoa di Gasperini, in crescita per tutto il campionato, si assesta definitivamente nella prima parte della graduatoria anche grazie alla valorizzazione di elementi quali Falque e Niang, seguito a stretto giro da una Sampdoria in lieve calo rispetto al buon girone d'andata. Sul campo sono i rossoblù a ottenere la qualificazione all'Europa, cui tuttavia devono rinunciare, in favore dei blucerchiati, poiché sprovvisti della necessaria licenza UEFA; per il secondo anno consecutivo, la squadra piazzatasi sesta al termine della stagione non riesce a partecipare alle coppe continentali.

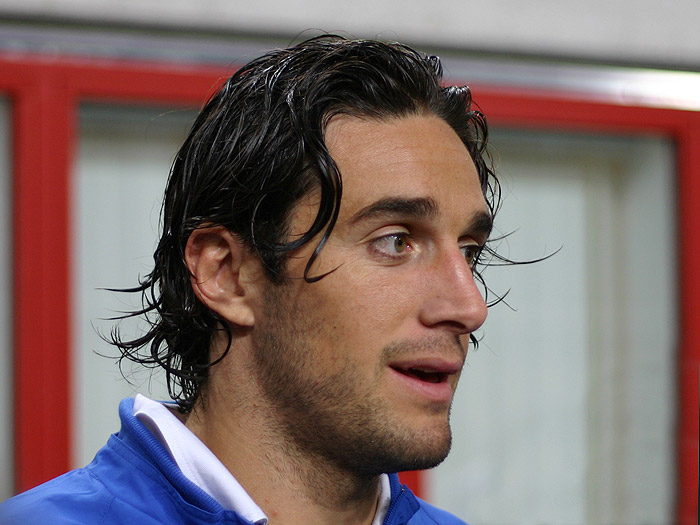
Luca Toni rivince dopo nove anni il titolo di capocannoniere: a 38 anni è il più anziano a laurearsi tale, il primo italiano a farlo con due club diversi, e il primo del Verona in assoluto.

Rimangono esclusi anche i granata di Ventura, pur in risalita dopo l'opaca tornata iniziale, e soprattutto l'Inter, che anche agli ordini di Mancini non mostra significativi cambi di passo. La negativa situazione del calcio meneghino è accentuata dall'altra compagine cittadina, il Milan, impelagato in una delle peggiori stagioni della sua storia e anch'esso, peraltro per il secondo anno di fila, fuori dalle coppe continentali; per nerazzurri e rossoneri, a fine campionato rispettivamente ottavi e decimi, è una débâcle che sotto la Madonnina non si verificava dall'annata 1955-1956, ovvero per la prima volta da quando esistono le moderne competizioni confederali.
A far da contraltare agli insuccessi delle milanesi ci sono i buoni tornei di Palermo ed Empoli, capaci di raggiungere una tranquilla salvezza (la squadra toscana, con 18 pareggi complessivi, eguaglia il record per i campionati a 20 squadre, stabilito in precedenza dall'Inter nel torneo 2004-2005), traguardo ottenuto in dirittura d'arrivo anche dall'Atalanta, passata per l'avvicendamento tecnico fra Colantuono e Reja, da un'Udinese al ribasso rispetto agli anni recenti, e dalle due veronesi; l'Hellas, in particolare, giova delle reti di un ancora competitivo Toni, capace all'età-record di trentotto anni di fregiarsi del titolo di capocannoniere — il più anziano di sempre nella storia della Serie A —, in coabitazione con l'interista Icardi, di sedici anni più giovane.
Sul fondo della classifica si concludono invece con il ritorno fra i cadetti i campionati di Cesena, Cagliari e Parma; per le prime due non sortiscono effetti i cambi in panchina, rispettivamente fra Bisoli e Di Carlo per i bianconeri, e Festa a traghettare i rossoblù dopo la bocciatura di Zola e un effimero ritorno di Zeman, mentre ben più drammatica si rivela la stagione dei ducali, trascorsa pressoché stabilmente sul fondo della graduatoria: già colpiti da vari punti di penalizzazione che presto troncano ogni velleità di salvezza, gli uomini di Donadoni retrocedono con cinque turni d'anticipo al termine di un torneo disastroso, dovuto soprattutto alle gravi difficoltà finanziarie del club, e che solamente grazie all'esercizio provvisorio garantito dalla Lega non portano a un'esclusione dai calendari a stagione in corso; a fine torneo i crociati, tra le squadre italiane più titolate dell'ultimo quarto di secolo, andranno incontro al fallimento e a una ripartenza dai dilettanti.

## Squadre partecipanti

Ubicazione delle squadre della Serie A 2014-2015

| Club       | Stagione | Città         | Stadio                                                   | Stagione precedente                           |
| ---------- | -------- | ------------- | -------------------------------------------------------- | --------------------------------------------- |
| Atalanta   | dettagli | Bergamo       | Stadio Atleti Azzurri d'Italia                           | 11º posto in Serie A                          |
| Cagliari   | dettagli | Cagliari      | Stadio Sant'Elia                                         | 15º posto in Serie A                          |
| Cesena     | dettagli | Cesena (FC)   | Orogel Stadium-Dino Manuzzi                              | 4º posto in Serie B, promosso dopo i play-off |
| Chievo     | dettagli | Verona        | Stadio Marcantonio Bentegodi                             | 16º posto in Serie A                          |
| Verona     | dettagli | Verona        | Stadio Marcantonio Bentegodi                             | 10º posto in Serie A                          |
| Empoli     | dettagli | Empoli (FI)   | Stadio Carlo Castellani                                  | 2º posto in Serie B, promosso                 |
| Fiorentina | dettagli | Firenze       | Stadio Artemio Franchi                                   | 4º posto in Serie A                           |
| Genoa      | dettagli | Genova        | Stadio Luigi Ferraris (Marassi)                          | 14º posto in Serie A                          |
| Sampdoria  | dettagli | Genova        | Stadio Luigi Ferraris (Marassi)                          | 12º posto in Serie A                          |
| Inter      | dettagli | Milano        | Stadio Giuseppe Meazza (San Siro)                        | 5º posto in Serie A                           |
| Milan      | dettagli | Milano        | Stadio Giuseppe Meazza (San Siro)                        | 8º posto in Serie A                           |
| Juventus   | dettagli | Torino        | Juventus Stadium                                         | 1º posto in Serie A                           |
| Torino     | dettagli | Torino        | Stadio Olimpico di Torino                                | 7º posto in Serie A                           |
| Lazio      | dettagli | Roma          | Stadio Olimpico di Roma                                  | 9º posto in Serie A                           |
| Roma       | dettagli | Roma          | Stadio Olimpico di Roma                                  | 2º posto in Serie A                           |
| Napoli     | dettagli | Napoli        | Stadio San Paolo                                         | 3º posto in Serie A                           |
| Palermo    | dettagli | Palermo       | Stadio Renzo Barbera                                     | 1º posto in Serie B, promosso                 |
| Parma      | dettagli | Parma         | Stadio Ennio Tardini                                     | 6º posto in Serie A                           |
| Sassuolo   | dettagli | Sassuolo (MO) | Mapei Stadium - Città del Tricolore (Reggio nell'Emilia) | 17º posto in Serie A                          |
| Udinese    | dettagli | Udine         | Stadio Friuli                                            | 13º posto in Serie A                          |

## Allenatori e primatisti
| Squadra    | Allenatore                                                                                      | Calciatore più presente (tra parentesi il numero delle presenze) | Cannoniere (tra parentesi il numero delle reti realizzate) |
| ---------- | ----------------------------------------------------------------------------------------------- | ---------------------------------------------------------------- | ---------------------------------------------------------- |
| Atalanta   | Stefano Colantuono (1ª-25ª) Edoardo Reja (26ª-38ª)                                              | Marco Sportiello (37)                                            | Germán Denis (8)                                           |
| Cagliari   | Zdeněk Zeman (1ª-16ª) Gianfranco Zola (17ª-26ª) Zdeněk Zeman (27ª-31ª) Gianluca Festa (32ª-38ª) | Albin Ekdal (33)                                                 | Marco Sau (7)                                              |
| Cesena     | Pierpaolo Bisoli (1ª-14ª) Domenico Di Carlo (15ª-38ª)                                           | Grégoire Defrel (34)                                             | Grégoire Defrel (9)                                        |
| Chievo     | Eugenio Corini (1ª-7ª) Rolando Maran (8ª-38ª)                                                   | Alberto Paloschi (37)                                            | Alberto Paloschi (9)                                       |
| Empoli     | Maurizio Sarri                                                                                  | Daniele Rugani (38)                                              | Massimo Maccarone (10)                                     |
| Fiorentina | Vincenzo Montella                                                                               | Gonzalo Javier Rodríguez (30)                                    | Josip Iličič (8)                                           |
| Genoa      | Gian Piero Gasperini                                                                            | Andrea Bertolacci, Juraj Kucka (34)                              | Iago Falque (13)                                           |
| Inter      | Walter Mazzarri (1ª-11ª) Roberto Mancini (12ª-38ª)                                              | Samir Handanovič (37)                                            | Mauro Icardi (22)                                          |
| Juventus   | Massimiliano Allegri                                                                            | Claudio Marchisio, Roberto Pereyra (35)                          | Carlos Tévez (20)                                          |
| Lazio      | Stefano Pioli                                                                                   | Antonio Candreva, Miroslav Klose, Marco Parolo (34)              | Miroslav Klose (13)                                        |
| Milan      | Filippo Inzaghi                                                                                 | Giacomo Bonaventura, Jérémy Ménez, Andrea Poli (34)              | Jérémy Ménez (16)                                          |
| Napoli     | Rafael Benítez                                                                                  | José María Callejón (38)                                         | Gonzalo Higuaín (18)                                       |
| Palermo    | Giuseppe Iachini                                                                                | Andrea Belotti (38)                                              | Paulo Dybala (13)                                          |
| Parma      | Roberto Donadoni                                                                                | Antonio Mirante, Massimo Gobbi, José Mauri (34)                  | Antonio Cassano (5)                                        |
| Roma       | Rudi Garcia                                                                                     | Morgan De Sanctis, Alessandro Florenzi, Radja Nainggolan (35)    | Adem Ljajić, Francesco Totti (8)                           |
| Sampdoria  | Siniša Mihajlović                                                                               | Angelo Palombo (36)                                              | Éder (9)                                                   |
| Sassuolo   | Eusebio Di Francesco                                                                            | Andrea Consigli, Nicola Sansone (35)                             | Domenico Berardi (15)                                      |
| Torino     | Gian Piero Ventura                                                                              | Emiliano Moretti (35)                                            | Fabio Quagliarella (13)                                    |
| Udinese    | Andrea Stramaccioni                                                                             | Orestīs Karnezīs (37)                                            | Antonio Di Natale (14)                                     |
| Verona     | Andrea Mandorlini                                                                               | Luca Toni (38)                                                   | Luca Toni (22)                                             |

## Classifica finale
|        | Pos. | Squadra    | Pt | G  | V  | P  | S  | GF | GS | DR  |
| ------ | ---- | ---------- | -- | -- | -- | -- | -- | -- | -- | --- |
|        | 1.   | Juventus   | 87 | 38 | 26 | 9  | 3  | 72 | 24 | +48 |
|        | 2.   | Roma       | 70 | 38 | 19 | 13 | 6  | 54 | 31 | +23 |
|        | 3.   | Lazio      | 69 | 38 | 21 | 6  | 11 | 71 | 38 | +33 |
|        | 4.   | Fiorentina | 64 | 38 | 18 | 10 | 10 | 61 | 46 | +15 |
|        | 5.   | Napoli     | 63 | 38 | 18 | 9  | 11 | 70 | 54 | +16 |
| [ 75 ] | 6.   | Genoa      | 59 | 38 | 16 | 11 | 11 | 62 | 47 | +15 |
| [ 75 ] | 7.   | Sampdoria  | 56 | 38 | 13 | 17 | 8  | 48 | 42 | +6  |
|        | 8.   | Inter      | 55 | 38 | 14 | 13 | 11 | 59 | 48 | +11 |
|        | 9.   | Torino     | 54 | 38 | 14 | 12 | 12 | 48 | 45 | +3  |
|        | 10.  | Milan      | 52 | 38 | 13 | 13 | 12 | 56 | 50 | +6  |
|        | 11.  | Palermo    | 49 | 38 | 12 | 13 | 13 | 53 | 55 | -2  |
|        | 12.  | Sassuolo   | 49 | 38 | 12 | 13 | 13 | 49 | 57 | -8  |
|        | 13.  | Verona     | 46 | 38 | 11 | 13 | 14 | 49 | 65 | -16 |
|        | 14.  | Chievo     | 43 | 38 | 10 | 13 | 15 | 28 | 41 | -13 |
|        | 15.  | Empoli     | 42 | 38 | 8  | 18 | 12 | 46 | 52 | -6  |
|        | 16.  | Udinese    | 41 | 38 | 10 | 11 | 17 | 43 | 56 | -13 |
|        | 17.  | Atalanta   | 37 | 38 | 7  | 16 | 15 | 38 | 57 | -19 |
|        | 18.  | Cagliari   | 34 | 38 | 8  | 10 | 20 | 48 | 68 | -20 |
|        | 19.  | Cesena     | 24 | 38 | 4  | 12 | 22 | 36 | 73 | -37 |
|        | 20.  | Parma (-7) | 19 | 38 | 6  | 8  | 24 | 33 | 75 | -42 |

Legenda:
      Campione d'Italia e ammessa alla fase a gironi della UEFA Champions League 2015-2016.
      Ammessa alla fase a gironi della UEFA Champions League 2015-2016.
      Ammessa agli spareggi (percorso piazzate) della UEFA Champions League 2015-2016.
      Ammesse alla fase a gironi della UEFA Europa League 2015-2016.
      Ammessa al terzo turno di qualificazione della UEFA Europa League 2015-2016.
      Retrocesse in Serie B 2015-2016.
Regolamento:
Tre punti a vittoria, uno a pareggio, zero a sconfitta.
In caso di arrivo di due o più squadre a pari punti, la graduatoria verrà stilata secondo la classifica avulsa tra le squadre interessate che prevede, in ordine, i seguenti criteri:
- Punti negli scontri diretti
- Differenza reti negli scontri diretti
- Differenza reti generale
- Reti realizzate in generale
- Sorteggio

Note:
Il Parma ha scontato 7 punti di penalizzazione. Al termine della stagione, il club, già retrocesso oltreché finanziariamente fallito, a seguito dell'infruttuosa asta fallimentare, scompare dal calcio professionistico e riparte dai dilettanti, ottenendo l'iscrizione in Serie D 2015-2016.

### Squadra campione
| Formazione tipo | Giocatori (presenze)      |
| --- | ------------------------- |
| Buffon Lichtsteiner Bonucci Chiellini Evra Marchisio (Pirlo) Vidal Pogba Pereyra Llorente (Morata) Tévez | Gianluigi Buffon (33)     |
| Buffon Lichtsteiner Bonucci Chiellini Evra Marchisio (Pirlo) Vidal Pogba Pereyra Llorente (Morata) Tévez | Stephan Lichtsteiner (32) |
| Buffon Lichtsteiner Bonucci Chiellini Evra Marchisio (Pirlo) Vidal Pogba Pereyra Llorente (Morata) Tévez | Leonardo Bonucci (34)     |
| Buffon Lichtsteiner Bonucci Chiellini Evra Marchisio (Pirlo) Vidal Pogba Pereyra Llorente (Morata) Tévez | Giorgio Chiellini (28)    |
| Buffon Lichtsteiner Bonucci Chiellini Evra Marchisio (Pirlo) Vidal Pogba Pereyra Llorente (Morata) Tévez | Patrice Evra (21)         |
| Buffon Lichtsteiner Bonucci Chiellini Evra Marchisio (Pirlo) Vidal Pogba Pereyra Llorente (Morata) Tévez | Claudio Marchisio (35)    |
| Buffon Lichtsteiner Bonucci Chiellini Evra Marchisio (Pirlo) Vidal Pogba Pereyra Llorente (Morata) Tévez | Arturo Vidal (28)         |
| Buffon Lichtsteiner Bonucci Chiellini Evra Marchisio (Pirlo) Vidal Pogba Pereyra Llorente (Morata) Tévez | Paul Pogba (26)           |
| Buffon Lichtsteiner Bonucci Chiellini Evra Marchisio (Pirlo) Vidal Pogba Pereyra Llorente (Morata) Tévez | Roberto Pereyra (35)      |
| Buffon Lichtsteiner Bonucci Chiellini Evra Marchisio (Pirlo) Vidal Pogba Pereyra Llorente (Morata) Tévez | Fernando Llorente (31)    |
| Buffon Lichtsteiner Bonucci Chiellini Evra Marchisio (Pirlo) Vidal Pogba Pereyra Llorente (Morata) Tévez | Carlos Tévez (32)         |
| Altri giocatori: Álvaro Morata (29), Angelo Ogbonna (25), Simone Padoin (25), Andrea Pirlo (20), Kingsley Coman (14), Simone Pepe (12), Stefano Sturaro (12), Andrea Barzagli (10), Martín Cáceres (10), Kwadwo Asamoah (7), Sebastian Giovinco (7), Alessandro Matri (5), Marco Storari (5), Rômulo (4), Paolo De Ceglie (2), Federico Mattiello (2), Mattia Vitale (2). |                           |

## Risultati

### Tabellone
Leggendo per riga si avranno i risultati casalinghi della squadra indicata in prima colonna, mentre leggendo per colonna si avranno i risultati in trasferta della squadra in prima riga.
|            | ATA  | CAG  | CES  | CHI  | EMP  | FIO  | GEN  | INT  | JUV  | LAZ  | MIL  | NAP  | PAL  | PAR  | ROM  | SAM  | SAS  | TOR  | UDI  | VER  |
| ---------- | ---- | ---- | ---- | ---- | ---- | ---- | ---- | ---- | ---- | ---- | ---- | ---- | ---- | ---- | ---- | ---- | ---- | ---- | ---- | ---- |
| Atalanta   | –––– | 2-1  | 3-2  | 1-1  | 2-2  | 0-1  | 1-4  | 1-4  | 0-3  | 1-1  | 1-3  | 1-1  | 3-3  | 1-0  | 1-2  | 1-2  | 2-1  | 1-2  | 0-0  | 0-0  |
| Cagliari   | 1-2  | –––– | 2-1  | 0-2  | 1-1  | 0-4  | 1-1  | 1-2  | 1-3  | 1-3  | 1-1  | 0-3  | 0-1  | 4-0  | 1-2  | 2-2  | 2-1  | 1-2  | 4-3  | 1-2  |
| Cesena     | 2-2  | 0-1  | –––– | 0-1  | 2-2  | 1-4  | 0-3  | 0-1  | 2-2  | 2-1  | 1-1  | 1-4  | 0-0  | 1-0  | 0-1  | 1-1  | 2-3  | 2-3  | 1-0  | 1-1  |
| Chievo     | 1-1  | 1-0  | 2-1  | –––– | 1-1  | 1-2  | 1-2  | 0-2  | 0-1  | 0-0  | 0-0  | 1-2  | 1-0  | 2-3  | 0-0  | 2-1  | 0-0  | 0-0  | 1-1  | 2-2  |
| Empoli     | 0-0  | 0-4  | 2-0  | 3-0  | –––– | 2-3  | 1-1  | 0-0  | 0-2  | 2-1  | 2-2  | 4-2  | 3-0  | 2-2  | 0-1  | 1-1  | 3-1  | 0-0  | 1-2  | 0-0  |
| Fiorentina | 3-2  | 1-3  | 3-1  | 3-0  | 1-1  | –––– | 0-0  | 3-0  | 0-0  | 0-2  | 2-1  | 0-1  | 4-3  | 3-0  | 1-1  | 2-0  | 0-0  | 1-1  | 3-0  | 0-1  |
| Genoa      | 2-2  | 2-0  | 3-1  | 0-2  | 1-1  | 1-1  | –––– | 3-2  | 1-0  | 1-0  | 1-0  | 1-2  | 1-1  | 2-0  | 0-1  | 0-1  | 3-3  | 5-1  | 1-1  | 5-2  |
| Inter      | 2-0  | 1-4  | 1-1  | 0-0  | 4-3  | 0-1  | 3-1  | –––– | 1-2  | 2-2  | 0-0  | 2-2  | 3-0  | 1-1  | 2-1  | 1-0  | 7-0  | 0-1  | 1-2  | 2-2  |
| Juventus   | 2-1  | 1-1  | 3-0  | 2-0  | 2-0  | 3-2  | 1-0  | 1-1  | –––– | 2-0  | 3-1  | 3-1  | 2-0  | 7-0  | 3-2  | 1-1  | 1-0  | 2-1  | 2-0  | 4-0  |
| Lazio      | 3-0  | 4-2  | 3-0  | 1-1  | 4-0  | 4-0  | 0-1  | 1-2  | 0-3  | –––– | 3-1  | 0-1  | 2-1  | 4-0  | 1-2  | 3-0  | 3-2  | 2-1  | 0-1  | 2-0  |
| Milan      | 0-1  | 3-1  | 2-0  | 2-0  | 1-1  | 1-1  | 1-3  | 1-1  | 0-1  | 3-1  | –––– | 2-0  | 0-2  | 3-1  | 2-1  | 1-1  | 1-2  | 3-0  | 2-0  | 2-2  |
| Napoli     | 1-1  | 3-3  | 3-2  | 0-1  | 2-2  | 3-0  | 2-1  | 2-2  | 1-3  | 2-4  | 3-0  | –––– | 3-3  | 2-0  | 2-0  | 4-2  | 2-0  | 2-1  | 3-1  | 6-2  |
| Palermo    | 2-3  | 5-0  | 2-1  | 1-0  | 0-0  | 2-3  | 2-1  | 1-1  | 0-1  | 0-4  | 1-2  | 3-1  | –––– | 2-1  | 1-1  | 1-1  | 2-1  | 2-2  | 1-1  | 2-1  |
| Parma      | 0-0  | 0-0  | 1-2  | 0-1  | 0-2  | 1-0  | 1-2  | 2-0  | 1-0  | 1-2  | 4-5  | 2-2  | 1-0  | –––– | 1-2  | 0-2  | 1-3  | 0-2  | 1-0  | 2-2  |
| Roma       | 1-1  | 2-0  | 2-0  | 3-0  | 1-1  | 2-0  | 2-0  | 4-2  | 1-1  | 2-2  | 0-0  | 1-0  | 1-2  | 0-0  | –––– | 0-2  | 2-2  | 3-0  | 2-1  | 2-0  |
| Sampdoria  | 1-0  | 2-0  | 0-0  | 2-1  | 1-0  | 3-1  | 1-1  | 1-0  | 0-1  | 0-1  | 2-2  | 1-1  | 1-1  | 2-2  | 0-0  | –––– | 1-1  | 2-0  | 2-2  | 1-1  |
| Sassuolo   | 0-0  | 1-1  | 1-1  | 1-0  | 3-1  | 1-3  | 3-1  | 3-1  | 1-1  | 0-3  | 3-2  | 0-1  | 0-0  | 4-1  | 0-3  | 0-0  | –––– | 1-1  | 1-1  | 2-1  |
| Torino     | 0-0  | 1-1  | 5-0  | 2-0  | 0-1  | 1-1  | 2-1  | 0-0  | 2-1  | 0-2  | 1-1  | 1-0  | 2-2  | 1-0  | 1-1  | 5-1  | 0-1  | –––– | 1-0  | 0-1  |
| Udinese    | 2-0  | 2-2  | 1-1  | 1-1  | 2-0  | 2-2  | 2-4  | 1-2  | 0-0  | 0-1  | 2-1  | 1-0  | 1-3  | 4-2  | 0-1  | 1-4  | 0-1  | 3-2  | –––– | 1-2  |
| Verona     | 1-0  | 1-0  | 3-3  | 0-1  | 2-1  | 1-2  | 2-2  | 0-3  | 2-2  | 1-1  | 1-3  | 2-0  | 2-1  | 3-1  | 1-1  | 1-3  | 3-2  | 1-3  | 0-1  | –––– |

### Calendario
| andata (1ª) | andata (1ª) | 1ª giornata       | ritorno (20ª) | ritorno (20ª) |
|             |             |                   |               |               |
| 31 ago.     | 0-0         | Atalanta-Verona   | 0-1           | 25 gen.       |
| 31 ago.     | 1-0         | Cesena-Parma      | 2-1           | 25 gen.       |
| 30 ago.     | 0-1         | Chievo-Juventus   | 0-2           | 25 gen.       |
| 31 ago.     | 1-2         | Genoa-Napoli      | 1-2           | 26 gen.       |
| 31 ago.     | 3-1         | Milan-Lazio       | 1-3           | 24 gen.       |
| 31 ago.     | 1-1         | Palermo-Sampdoria | 1-1           | 25 gen.       |
| 30 ago.     | 2-0         | Roma-Fiorentina   | 1-1           | 25 gen.       |
| 31 ago.     | 1-1         | Sassuolo-Cagliari | 1-2           | 24 gen.       |
| 31 ago.     | 0-0         | Torino-Inter      | 1-0           | 25 gen.       |
| 31 ago.     | 2-0         | Udinese-Empoli    | 2-1           | 26 gen.       |

| andata (2ª) | andata (2ª) | 2ª giornata       | ritorno (21ª) | ritorno (21ª) |  |
|             |             |                   |               |               |  |
| 14 set.     | 1-2         | Cagliari-Atalanta | 1-2           | 1º feb.       |  |
| 13 set.     | 0-1         | Empoli-Roma       | 1-1           | 31 gen.       |  |
| 14 set.     | 0-0         | Fiorentina-Genoa  | 1-1           | 31 gen.       |  |
| 14 set.     | 7-0         | Inter-Sassuolo    | 1-3           | 1º feb.       |  |
| 13 set.     | 2-0         | Juventus-Udinese  | 0-0           | 1º feb.       |  |
| 14 set.     | 3-0         | Lazio-Cesena      | 1-2           | 1º feb.       |  |
| 14 set.     | 0-1         | Napoli-Chievo     | 2-1           | 1º feb.       |  |
| 14 set.     | 4-5         | Parma-Milan       | 1-3           | 1º feb.       |  |
| 14 set.     | 2-0         | Sampdoria-Torino  | 1-5           | 1º feb.       |  |
| 15 set.     | 2-1         | Verona-Palermo    | 1-2           | 1º feb.       |  |

| andata (1ª) | andata (1ª) | 1ª giornata       | ritorno (20ª) | ritorno (20ª) |
|             |             |                   |               |               |
| 31 ago.     | 0-0         | Atalanta-Verona   | 0-1           | 25 gen.       |
| 31 ago.     | 1-0         | Cesena-Parma      | 2-1           | 25 gen.       |
| 30 ago.     | 0-1         | Chievo-Juventus   | 0-2           | 25 gen.       |
| 31 ago.     | 1-2         | Genoa-Napoli      | 1-2           | 26 gen.       |
| 31 ago.     | 3-1         | Milan-Lazio       | 1-3           | 24 gen.       |
| 31 ago.     | 1-1         | Palermo-Sampdoria | 1-1           | 25 gen.       |
| 30 ago.     | 2-0         | Roma-Fiorentina   | 1-1           | 25 gen.       |
| 31 ago.     | 1-1         | Sassuolo-Cagliari | 1-2           | 24 gen.       |
| 31 ago.     | 0-0         | Torino-Inter      | 1-0           | 25 gen.       |
| 31 ago.     | 2-0         | Udinese-Empoli    | 2-1           | 26 gen.       |

| andata (2ª) | andata (2ª) | 2ª giornata       | ritorno (21ª) | ritorno (21ª) |  |
|             |             |                   |               |               |  |
| 14 set.     | 1-2         | Cagliari-Atalanta | 1-2           | 1º feb.       |  |
| 13 set.     | 0-1         | Empoli-Roma       | 1-1           | 31 gen.       |  |
| 14 set.     | 0-0         | Fiorentina-Genoa  | 1-1           | 31 gen.       |  |
| 14 set.     | 7-0         | Inter-Sassuolo    | 1-3           | 1º feb.       |  |
| 13 set.     | 2-0         | Juventus-Udinese  | 0-0           | 1º feb.       |  |
| 14 set.     | 3-0         | Lazio-Cesena      | 1-2           | 1º feb.       |  |
| 14 set.     | 0-1         | Napoli-Chievo     | 2-1           | 1º feb.       |  |
| 14 set.     | 4-5         | Parma-Milan       | 1-3           | 1º feb.       |  |
| 14 set.     | 2-0         | Sampdoria-Torino  | 1-5           | 1º feb.       |  |
| 15 set.     | 2-1         | Verona-Palermo    | 1-2           | 1º feb.       |  |

| andata (3ª) | andata (3ª) | 3ª giornata         | ritorno (22ª) | ritorno (22ª) |
|             |             |                     |               |               |
| 21 set.     | 0-1         | Atalanta-Fiorentina | 2-3           | 8 feb.        |
| 20 set.     | 2-2         | Cesena-Empoli       | 0-2           | 8 feb.        |
| 21 set.     | 2-3         | Chievo-Parma        | 1-0           | 11 feb.       |
| 21 set.     | 1-0         | Genoa-Lazio         | 1-0           | 9 feb.        |
| 20 set.     | 0-1         | Milan-Juventus      | 1-3           | 7 feb.        |
| 21 set.     | 1-1         | Palermo-Inter       | 0-3           | 8 feb.        |
| 21 set.     | 2-0         | Roma-Cagliari       | 2-1           | 8 feb.        |
| 21 set.     | 0-0         | Sassuolo-Sampdoria  | 1-1           | 8 feb.        |
| 21 set.     | 0-1         | Torino-Verona       | 3-1           | 7 feb.        |
| 21 set.     | 1-0         | Udinese-Napoli      | 1-3           | 8 feb.        |

| andata (4ª) | andata (4ª) | 4ª giornata         | ritorno (23ª) | ritorno (23ª) |
|             |             |                     |               |               |
| 24 set.     | 1-2         | Cagliari-Torino     | 1-1           | 15 feb.       |
| 23 set.     | 2-2         | Empoli-Milan        | 1-1           | 15 feb.       |
| 24 set.     | 0-0         | Fiorentina-Sassuolo | 3-1           | 14 feb.       |
| 24 set.     | 2-0         | Inter-Atalanta      | 4-1           | 15 feb.       |
| 24 set.     | 3-0         | Juventus-Cesena     | 2-2           | 15 feb.       |
| 25 set.     | 0-1         | Lazio-Udinese       | 1-0           | 15 feb.       |
| 24 set.     | 3-3         | Napoli-Palermo      | 1-3           | 14 feb.       |
| 24 set.     | 1-2         | Parma-Roma          | 0-0           | 15 feb.       |
| 24 set.     | 2-1         | Sampdoria-Chievo    | 1-2           | 15 feb.       |
| 24 set.     | 2-2         | Verona-Genoa        | 2-5           | 15 feb.       |

| andata (3ª) | andata (3ª) | 3ª giornata         | ritorno (22ª) | ritorno (22ª) |
|             |             |                     |               |               |
| 21 set.     | 0-1         | Atalanta-Fiorentina | 2-3           | 8 feb.        |
| 20 set.     | 2-2         | Cesena-Empoli       | 0-2           | 8 feb.        |
| 21 set.     | 2-3         | Chievo-Parma        | 1-0           | 11 feb.       |
| 21 set.     | 1-0         | Genoa-Lazio         | 1-0           | 9 feb.        |
| 20 set.     | 0-1         | Milan-Juventus      | 1-3           | 7 feb.        |
| 21 set.     | 1-1         | Palermo-Inter       | 0-3           | 8 feb.        |
| 21 set.     | 2-0         | Roma-Cagliari       | 2-1           | 8 feb.        |
| 21 set.     | 0-0         | Sassuolo-Sampdoria  | 1-1           | 8 feb.        |
| 21 set.     | 0-1         | Torino-Verona       | 3-1           | 7 feb.        |
| 21 set.     | 1-0         | Udinese-Napoli      | 1-3           | 8 feb.        |

| andata (4ª) | andata (4ª) | 4ª giornata         | ritorno (23ª) | ritorno (23ª) |
|             |             |                     |               |               |
| 24 set.     | 1-2         | Cagliari-Torino     | 1-1           | 15 feb.       |
| 23 set.     | 2-2         | Empoli-Milan        | 1-1           | 15 feb.       |
| 24 set.     | 0-0         | Fiorentina-Sassuolo | 3-1           | 14 feb.       |
| 24 set.     | 2-0         | Inter-Atalanta      | 4-1           | 15 feb.       |
| 24 set.     | 3-0         | Juventus-Cesena     | 2-2           | 15 feb.       |
| 25 set.     | 0-1         | Lazio-Udinese       | 1-0           | 15 feb.       |
| 24 set.     | 3-3         | Napoli-Palermo      | 1-3           | 14 feb.       |
| 24 set.     | 1-2         | Parma-Roma          | 0-0           | 15 feb.       |
| 24 set.     | 2-1         | Sampdoria-Chievo    | 1-2           | 15 feb.       |
| 24 set.     | 2-2         | Verona-Genoa        | 2-5           | 15 feb.       |

| andata (5ª) | andata (5ª) | 5ª giornata       | ritorno (24ª) | ritorno (24ª) |
|             |             |                   |               |               |
| 27 set.     | 0-3         | Atalanta-Juventus | 1-2           | 20 feb.       |
| 28 set.     | 1-1         | Cesena-Milan      | 0-2           | 22 feb.       |
| 28 set.     | 1-1         | Chievo-Empoli     | 0-3           | 22 feb.       |
| 28 set.     | 0-1         | Genoa-Sampdoria   | 1-1           | 24 feb.       |
| 28 set.     | 1-4         | Inter-Cagliari    | 2-1           | 23 feb.       |
| 29 set.     | 0-4         | Palermo-Lazio     | 1-2           | 22 feb.       |
| 27 set.     | 2-0         | Roma-Verona       | 1-1           | 22 feb.       |
| 28 set.     | 0-1         | Sassuolo-Napoli   | 0-2           | 23 feb.       |
| 28 set.     | 1-1         | Torino-Fiorentina | 1-1           | 22 feb.       |
| 29 set.     | 4-2         | Udinese-Parma     | 0-1           | 8 apr.        |

| andata (6ª) | andata (6ª) | 6ª giornata        | ritorno (25ª) | ritorno (25ª) |
|             |             |                    |               |               |
| 5 ott.      | 3-0         | Empoli-Palermo     | 0-0           | 1º mar.       |
| 5 ott.      | 3-0         | Fiorentina-Inter   | 1-0           | 1º mar.       |
| 5 ott.      | 3-2         | Juventus-Roma      | 1-1           | 2 mar.        |
| 5 ott.      | 3-2         | Lazio-Sassuolo     | 3-0           | 1º mar.       |
| 4 ott.      | 2-0         | Milan-Chievo       | 0-0           | 28 feb.       |
| 5 ott.      | 2-1         | Napoli-Torino      | 0-1           | 1º mar.       |
| 5 ott.      | 1-2         | Parma-Genoa        | 0-2           | 15 apr.       |
| 5 ott.      | 1-0         | Sampdoria-Atalanta | 2-1           | 1º mar.       |
| 5 ott.      | 1-1         | Udinese-Cesena     | 0-1           | 1º mar.       |
| 4 ott.      | 1-0         | Verona-Cagliari    | 2-1           | 1º mar.       |

| andata (5ª) | andata (5ª) | 5ª giornata       | ritorno (24ª) | ritorno (24ª) |
|             |             |                   |               |               |
| 27 set.     | 0-3         | Atalanta-Juventus | 1-2           | 20 feb.       |
| 28 set.     | 1-1         | Cesena-Milan      | 0-2           | 22 feb.       |
| 28 set.     | 1-1         | Chievo-Empoli     | 0-3           | 22 feb.       |
| 28 set.     | 0-1         | Genoa-Sampdoria   | 1-1           | 24 feb.       |
| 28 set.     | 1-4         | Inter-Cagliari    | 2-1           | 23 feb.       |
| 29 set.     | 0-4         | Palermo-Lazio     | 1-2           | 22 feb.       |
| 27 set.     | 2-0         | Roma-Verona       | 1-1           | 22 feb.       |
| 28 set.     | 0-1         | Sassuolo-Napoli   | 0-2           | 23 feb.       |
| 28 set.     | 1-1         | Torino-Fiorentina | 1-1           | 22 feb.       |
| 29 set.     | 4-2         | Udinese-Parma     | 0-1           | 8 apr.        |

| andata (6ª) | andata (6ª) | 6ª giornata        | ritorno (25ª) | ritorno (25ª) |
|             |             |                    |               |               |
| 5 ott.      | 3-0         | Empoli-Palermo     | 0-0           | 1º mar.       |
| 5 ott.      | 3-0         | Fiorentina-Inter   | 1-0           | 1º mar.       |
| 5 ott.      | 3-2         | Juventus-Roma      | 1-1           | 2 mar.        |
| 5 ott.      | 3-2         | Lazio-Sassuolo     | 3-0           | 1º mar.       |
| 4 ott.      | 2-0         | Milan-Chievo       | 0-0           | 28 feb.       |
| 5 ott.      | 2-1         | Napoli-Torino      | 0-1           | 1º mar.       |
| 5 ott.      | 1-2         | Parma-Genoa        | 0-2           | 15 apr.       |
| 5 ott.      | 1-0         | Sampdoria-Atalanta | 2-1           | 1º mar.       |
| 5 ott.      | 1-1         | Udinese-Cesena     | 0-1           | 1º mar.       |
| 4 ott.      | 1-0         | Verona-Cagliari    | 2-1           | 1º mar.       |

| andata (7ª) | andata (7ª) | 7ª giornata        | ritorno (26ª) | ritorno (26ª) |
|             |             |                    |               |               |
| 19 ott.     | 1-0         | Atalanta-Parma     | 0-0           | 8 mar.        |
| 19 ott.     | 2-2         | Cagliari-Sampdoria | 0-2           | 7 mar.        |
| 19 ott.     | 0-2         | Fiorentina-Lazio   | 0-4           | 9 mar.        |
| 20 ott.     | 1-1         | Genoa-Empoli       | 1-1           | 8 mar.        |
| 19 ott.     | 2-2         | Inter-Napoli       | 2-2           | 8 mar.        |
| 19 ott.     | 2-1         | Palermo-Cesena     | 0-0           | 8 mar.        |
| 18 ott.     | 3-0         | Roma-Chievo        | 0-0           | 8 mar.        |
| 18 ott.     | 1-1         | Sassuolo-Juventus  | 0-1           | 9 mar.        |
| 19 ott.     | 1-0         | Torino-Udinese     | 2-3           | 8 mar.        |
| 19 ott.     | 1-3         | Verona-Milan       | 2-2           | 7 mar.        |

| andata (8ª) | andata (8ª) | 8ª giornata      | ritorno (27ª) | ritorno (27ª) |
|             |             |                  |               |               |
| 26 ott.     | 0-1         | Cesena-Inter     | 1-1           | 15 mar.       |
| 26 ott.     | 1-2         | Chievo-Genoa     | 2-0           | 15 mar.       |
| 25 ott.     | 0-4         | Empoli-Cagliari  | 1-1           | 14 mar.       |
| 26 ott.     | 2-0         | Juventus-Palermo | 1-0           | 14 mar.       |
| 26 ott.     | 2-1         | Lazio-Torino     | 2-0           | 16 mar.       |
| 26 ott.     | 1-1         | Milan-Fiorentina | 1-2           | 16 mar.       |
| 26 ott.     | 6-2         | Napoli-Verona    | 0-2           | 15 mar.       |
| 25 ott.     | 1-3         | Parma-Sassuolo   | 1-4           | 15 mar.       |
| 25 ott.     | 0-0         | Sampdoria-Roma   | 2-0           | 16 mar.       |
| 26 ott.     | 2-0         | Udinese-Atalanta | 0-0           | 15 mar.       |

| andata (7ª) | andata (7ª) | 7ª giornata        | ritorno (26ª) | ritorno (26ª) |
|             |             |                    |               |               |
| 19 ott.     | 1-0         | Atalanta-Parma     | 0-0           | 8 mar.        |
| 19 ott.     | 2-2         | Cagliari-Sampdoria | 0-2           | 7 mar.        |
| 19 ott.     | 0-2         | Fiorentina-Lazio   | 0-4           | 9 mar.        |
| 20 ott.     | 1-1         | Genoa-Empoli       | 1-1           | 8 mar.        |
| 19 ott.     | 2-2         | Inter-Napoli       | 2-2           | 8 mar.        |
| 19 ott.     | 2-1         | Palermo-Cesena     | 0-0           | 8 mar.        |
| 18 ott.     | 3-0         | Roma-Chievo        | 0-0           | 8 mar.        |
| 18 ott.     | 1-1         | Sassuolo-Juventus  | 0-1           | 9 mar.        |
| 19 ott.     | 1-0         | Torino-Udinese     | 2-3           | 8 mar.        |
| 19 ott.     | 1-3         | Verona-Milan       | 2-2           | 7 mar.        |

| andata (8ª) | andata (8ª) | 8ª giornata      | ritorno (27ª) | ritorno (27ª) |
|             |             |                  |               |               |
| 26 ott.     | 0-1         | Cesena-Inter     | 1-1           | 15 mar.       |
| 26 ott.     | 1-2         | Chievo-Genoa     | 2-0           | 15 mar.       |
| 25 ott.     | 0-4         | Empoli-Cagliari  | 1-1           | 14 mar.       |
| 26 ott.     | 2-0         | Juventus-Palermo | 1-0           | 14 mar.       |
| 26 ott.     | 2-1         | Lazio-Torino     | 2-0           | 16 mar.       |
| 26 ott.     | 1-1         | Milan-Fiorentina | 1-2           | 16 mar.       |
| 26 ott.     | 6-2         | Napoli-Verona    | 0-2           | 15 mar.       |
| 25 ott.     | 1-3         | Parma-Sassuolo   | 1-4           | 15 mar.       |
| 25 ott.     | 0-0         | Sampdoria-Roma   | 2-0           | 16 mar.       |
| 26 ott.     | 2-0         | Udinese-Atalanta | 0-0           | 15 mar.       |

| andata (9ª) | andata (9ª) | 9ª giornata        | ritorno (28ª) | ritorno (28ª) |
|             |             |                    |               |               |
| 29 ott.     | 1-1         | Atalanta-Napoli    | 1-1           | 22 mar.       |
| 29 ott.     | 1-1         | Cagliari-Milan     | 1-3           | 21 mar.       |
| 29 ott.     | 3-0         | Fiorentina-Udinese | 2-2           | 22 mar.       |
| 29 ott.     | 1-0         | Genoa-Juventus     | 0-1           | 22 mar.       |
| 29 ott.     | 1-0         | Inter-Sampdoria    | 0-1           | 22 mar.       |
| 29 ott.     | 1-0         | Palermo-Chievo     | 0-1           | 21 mar.       |
| 29 ott.     | 2-0         | Roma-Cesena        | 1-0           | 22 mar.       |
| 28 ott.     | 3-1         | Sassuolo-Empoli    | 1-3           | 22 mar.       |
| 29 ott.     | 1-0         | Torino-Parma       | 2-0           | 22 mar.       |
| 30 ott.     | 1-1         | Verona-Lazio       | 0-2           | 22 mar.       |

| andata (10ª) | andata (10ª) | 10ª giornata         | ritorno (29ª) | ritorno (29ª) |
|              |              |                      |               |               |
| 3 nov.       | 1-1          | Cesena-Verona        | 3-3           | 4 apr.        |
| 2 nov.       | 0-0          | Chievo-Sassuolo      | 0-1           | 4 apr.        |
| 1º nov.      | 0-2          | Empoli-Juventus      | 0-2           | 4 apr.        |
| 3 nov.       | 4-2          | Lazio-Cagliari       | 3-1           | 4 apr.        |
| 2 nov.       | 0-2          | Milan-Palermo        | 2-1           | 4 apr.        |
| 1º nov.      | 2-0          | Napoli-Roma          | 0-1           | 4 apr.        |
| 1º nov.      | 2-0          | Parma-Inter          | 1-1           | 4 apr.        |
| 2 nov.       | 3-1          | Sampdoria-Fiorentina | 0-2           | 4 apr.        |
| 2 nov.       | 0-0          | Torino-Atalanta      | 2-1           | 4 apr.        |
| 2 nov.       | 2-4          | Udinese-Genoa        | 1-1           | 4 apr.        |

| andata (9ª) | andata (9ª) | 9ª giornata        | ritorno (28ª) | ritorno (28ª) |
|             |             |                    |               |               |
| 29 ott.     | 1-1         | Atalanta-Napoli    | 1-1           | 22 mar.       |
| 29 ott.     | 1-1         | Cagliari-Milan     | 1-3           | 21 mar.       |
| 29 ott.     | 3-0         | Fiorentina-Udinese | 2-2           | 22 mar.       |
| 29 ott.     | 1-0         | Genoa-Juventus     | 0-1           | 22 mar.       |
| 29 ott.     | 1-0         | Inter-Sampdoria    | 0-1           | 22 mar.       |
| 29 ott.     | 1-0         | Palermo-Chievo     | 0-1           | 21 mar.       |
| 29 ott.     | 2-0         | Roma-Cesena        | 1-0           | 22 mar.       |
| 28 ott.     | 3-1         | Sassuolo-Empoli    | 1-3           | 22 mar.       |
| 29 ott.     | 1-0         | Torino-Parma       | 2-0           | 22 mar.       |
| 30 ott.     | 1-1         | Verona-Lazio       | 0-2           | 22 mar.       |

| andata (10ª) | andata (10ª) | 10ª giornata         | ritorno (29ª) | ritorno (29ª) |
|              |              |                      |               |               |
| 3 nov.       | 1-1          | Cesena-Verona        | 3-3           | 4 apr.        |
| 2 nov.       | 0-0          | Chievo-Sassuolo      | 0-1           | 4 apr.        |
| 1º nov.      | 0-2          | Empoli-Juventus      | 0-2           | 4 apr.        |
| 3 nov.       | 4-2          | Lazio-Cagliari       | 3-1           | 4 apr.        |
| 2 nov.       | 0-2          | Milan-Palermo        | 2-1           | 4 apr.        |
| 1º nov.      | 2-0          | Napoli-Roma          | 0-1           | 4 apr.        |
| 1º nov.      | 2-0          | Parma-Inter          | 1-1           | 4 apr.        |
| 2 nov.       | 3-1          | Sampdoria-Fiorentina | 0-2           | 4 apr.        |
| 2 nov.       | 0-0          | Torino-Atalanta      | 2-1           | 4 apr.        |
| 2 nov.       | 2-4          | Udinese-Genoa        | 1-1           | 4 apr.        |

| andata (11ª) | andata (11ª) | 11ª giornata      | ritorno (30ª) | ritorno (30ª) |
|              |              |                   |               |               |
| 9 nov.       | 1-1          | Cagliari-Genoa    | 0-2           | 11 apr.       |
| 9 nov.       | 2-1          | Chievo-Cesena     | 1-0           | 12 apr.       |
| 9 nov.       | 2-1          | Empoli-Lazio      | 0-4           | 12 apr.       |
| 9 nov.       | 0-1          | Fiorentina-Napoli | 0-3           | 12 apr.       |
| 9 nov.       | 2-2          | Inter-Verona      | 3-0           | 11 apr.       |
| 9 nov.       | 7-0          | Juventus-Parma    | 0-1           | 11 apr.       |
| 9 nov.       | 1-1          | Palermo-Udinese   | 3-1           | 12 apr.       |
| 9 nov.       | 3-0          | Roma-Torino       | 1-1           | 12 apr.       |
| 8 nov.       | 2-2          | Sampdoria-Milan   | 1-1           | 12 apr.       |
| 8 nov.       | 0-0          | Sassuolo-Atalanta | 1-2           | 12 apr.       |

| andata (12ª) | andata (12ª) | 12ª giornata      | ritorno (31ª) | ritorno (31ª) |
|              |              |                   |               |               |
| 22 nov.      | 1-2          | Atalanta-Roma     | 1-1           | 19 apr.       |
| 23 nov.      | 1-1          | Cesena-Sampdoria  | 0-0           | 18 apr.       |
| 24 nov.      | 1-1          | Genoa-Palermo     | 1-2           | 19 apr.       |
| 22 nov.      | 0-3          | Lazio-Juventus    | 0-2           | 18 apr.       |
| 23 nov.      | 1-1          | Milan-Inter       | 0-0           | 19 apr.       |
| 23 nov.      | 3-3          | Napoli-Cagliari   | 3-0           | 19 apr.       |
| 23 nov.      | 0-2          | Parma-Empoli      | 2-2           | 19 apr.       |
| 23 nov.      | 0-1          | Torino-Sassuolo   | 1-1           | 19 apr.       |
| 23 nov.      | 1-1          | Udinese-Chievo    | 1-1           | 19 apr.       |
| 23 nov.      | 1-2          | Verona-Fiorentina | 1-0           | 20 apr.       |

| andata (11ª) | andata (11ª) | 11ª giornata      | ritorno (30ª) | ritorno (30ª) |
|              |              |                   |               |               |
| 9 nov.       | 1-1          | Cagliari-Genoa    | 0-2           | 11 apr.       |
| 9 nov.       | 2-1          | Chievo-Cesena     | 1-0           | 12 apr.       |
| 9 nov.       | 2-1          | Empoli-Lazio      | 0-4           | 12 apr.       |
| 9 nov.       | 0-1          | Fiorentina-Napoli | 0-3           | 12 apr.       |
| 9 nov.       | 2-2          | Inter-Verona      | 3-0           | 11 apr.       |
| 9 nov.       | 7-0          | Juventus-Parma    | 0-1           | 11 apr.       |
| 9 nov.       | 1-1          | Palermo-Udinese   | 3-1           | 12 apr.       |
| 9 nov.       | 3-0          | Roma-Torino       | 1-1           | 12 apr.       |
| 8 nov.       | 2-2          | Sampdoria-Milan   | 1-1           | 12 apr.       |
| 8 nov.       | 0-0          | Sassuolo-Atalanta | 1-2           | 12 apr.       |

| andata (12ª) | andata (12ª) | 12ª giornata      | ritorno (31ª) | ritorno (31ª) |
|              |              |                   |               |               |
| 22 nov.      | 1-2          | Atalanta-Roma     | 1-1           | 19 apr.       |
| 23 nov.      | 1-1          | Cesena-Sampdoria  | 0-0           | 18 apr.       |
| 24 nov.      | 1-1          | Genoa-Palermo     | 1-2           | 19 apr.       |
| 22 nov.      | 0-3          | Lazio-Juventus    | 0-2           | 18 apr.       |
| 23 nov.      | 1-1          | Milan-Inter       | 0-0           | 19 apr.       |
| 23 nov.      | 3-3          | Napoli-Cagliari   | 3-0           | 19 apr.       |
| 23 nov.      | 0-2          | Parma-Empoli      | 2-2           | 19 apr.       |
| 23 nov.      | 0-1          | Torino-Sassuolo   | 1-1           | 19 apr.       |
| 23 nov.      | 1-1          | Udinese-Chievo    | 1-1           | 19 apr.       |
| 23 nov.      | 1-2          | Verona-Fiorentina | 1-0           | 20 apr.       |

| andata (13ª) | andata (13ª) | 13ª giornata        | ritorno (32ª) | ritorno (32ª) |
|              |              |                     |               |               |
| 30 nov.      | 0-4          | Cagliari-Fiorentina | 3-1           | 26 apr.       |
| 30 nov.      | 0-3          | Cesena-Genoa        | 1-3           | 26 apr.       |
| 29 nov.      | 0-0          | Chievo-Lazio        | 1-1           | 26 apr.       |
| 30 nov.      | 0-0          | Empoli-Atalanta     | 2-2           | 26 apr.       |
| 30 nov.      | 2-1          | Juventus-Torino     | 1-2           | 26 apr.       |
| 30 nov.      | 2-0          | Milan-Udinese       | 1-2           | 25 apr.       |
| 30 nov.      | 2-1          | Palermo-Parma       | 0-1           | 26 apr.       |
| 30 nov.      | 4-2          | Roma-Inter          | 1-2           | 25 apr.       |
| 1º dic.      | 1-1          | Sampdoria-Napoli    | 2-4           | 26 apr.       |
| 29 nov.      | 2-1          | Sassuolo-Verona     | 2-3           | 26 apr.       |

| andata (14ª) | andata (14ª) | 14ª giornata        | ritorno (33ª) | ritorno (33ª) |
|              |              |                     |               |               |
| 7 dic.       | 3-2          | Atalanta-Cesena     | 2-2           | 29 apr.       |
| 8 dic.       | 0-2          | Cagliari-Chievo     | 0-1           | 29 apr.       |
| 5 dic.       | 0-0          | Fiorentina-Juventus | 2-3           | 29 apr.       |
| 7 dic.       | 1-0          | Genoa-Milan         | 3-1           | 29 apr.       |
| 7 dic.       | 1-2          | Inter-Udinese       | 2-1           | 28 apr.       |
| 7 dic.       | 2-2          | Napoli-Empoli       | 2-4           | 30 apr.       |
| 7 dic.       | 1-2          | Parma-Lazio         | 0-4           | 29 apr.       |
| 6 dic.       | 2-2          | Roma-Sassuolo       | 3-0           | 29 apr.       |
| 6 dic.       | 2-2          | Torino-Palermo      | 2-2           | 29 apr.       |
| 8 dic.       | 1-3          | Verona-Sampdoria    | 1-1           | 29 apr.       |

| andata (13ª) | andata (13ª) | 13ª giornata        | ritorno (32ª) | ritorno (32ª) |
|              |              |                     |               |               |
| 30 nov.      | 0-4          | Cagliari-Fiorentina | 3-1           | 26 apr.       |
| 30 nov.      | 0-3          | Cesena-Genoa        | 1-3           | 26 apr.       |
| 29 nov.      | 0-0          | Chievo-Lazio        | 1-1           | 26 apr.       |
| 30 nov.      | 0-0          | Empoli-Atalanta     | 2-2           | 26 apr.       |
| 30 nov.      | 2-1          | Juventus-Torino     | 1-2           | 26 apr.       |
| 30 nov.      | 2-0          | Milan-Udinese       | 1-2           | 25 apr.       |
| 30 nov.      | 2-1          | Palermo-Parma       | 0-1           | 26 apr.       |
| 30 nov.      | 4-2          | Roma-Inter          | 1-2           | 25 apr.       |
| 1º dic.      | 1-1          | Sampdoria-Napoli    | 2-4           | 26 apr.       |
| 29 nov.      | 2-1          | Sassuolo-Verona     | 2-3           | 26 apr.       |

| andata (14ª) | andata (14ª) | 14ª giornata        | ritorno (33ª) | ritorno (33ª) |
|              |              |                     |               |               |
| 7 dic.       | 3-2          | Atalanta-Cesena     | 2-2           | 29 apr.       |
| 8 dic.       | 0-2          | Cagliari-Chievo     | 0-1           | 29 apr.       |
| 5 dic.       | 0-0          | Fiorentina-Juventus | 2-3           | 29 apr.       |
| 7 dic.       | 1-0          | Genoa-Milan         | 3-1           | 29 apr.       |
| 7 dic.       | 1-2          | Inter-Udinese       | 2-1           | 28 apr.       |
| 7 dic.       | 2-2          | Napoli-Empoli       | 2-4           | 30 apr.       |
| 7 dic.       | 1-2          | Parma-Lazio         | 0-4           | 29 apr.       |
| 6 dic.       | 2-2          | Roma-Sassuolo       | 3-0           | 29 apr.       |
| 6 dic.       | 2-2          | Torino-Palermo      | 2-2           | 29 apr.       |
| 8 dic.       | 1-3          | Verona-Sampdoria    | 1-1           | 29 apr.       |

| andata (15ª) | andata (15ª) | 15ª giornata       | ritorno (34ª) | ritorno (34ª) |
|              |              |                    |               |               |
| 14 dic.      | 1-4          | Cesena-Fiorentina  | 1-3           | 3 mag.        |
| 15 dic.      | 0-2          | Chievo-Inter       | 0-0           | 3 mag.        |
| 15 dic.      | 0-0          | Empoli-Torino      | 1-0           | 6 mag.        |
| 14 dic.      | 0-1          | Genoa-Roma         | 0-2           | 3 mag.        |
| 14 dic.      | 1-1          | Juventus-Sampdoria | 1-0           | 2 mag.        |
| 13 dic.      | 3-0          | Lazio-Atalanta     | 1-1           | 3 mag.        |
| 14 dic.      | 2-0          | Milan-Napoli       | 0-3           | 3 mag.        |
| 13 dic.      | 2-1          | Palermo-Sassuolo   | 0-0           | 2 mag.        |
| 14 dic.      | 0-0          | Parma-Cagliari     | 0-4           | 4 mag.        |
| 14 dic.      | 1-2          | Udinese-Verona     | 1-0           | 3 mag.        |

| andata (16ª) | andata (16ª) | 16ª giornata      | ritorno (35ª) | ritorno (35ª) |
|              |              |                   |               |               |
| 21 dic.      | 3-3          | Atalanta-Palermo  | 3-2           | 10 mag.       |
| 18 dic.      | 1-3          | Cagliari-Juventus | 1-1           | 10 mag.       |
| 21 dic.      | 1-1          | Fiorentina-Empoli | 3-2           | 10 mag.       |
| 21 dic.      | 2-2          | Inter-Lazio       | 2-1           | 10 mag.       |
| 18 dic.      | 2-0          | Napoli-Parma      | 2-2           | 10 mag.       |
| 20 dic.      | 0-0          | Roma-Milan        | 1-2           | 9 mag.        |
| 21 dic.      | 2-2          | Sampdoria-Udinese | 4-1           | 10 mag.       |
| 20 dic.      | 1-1          | Sassuolo-Cesena   | 3-2           | 10 mag.       |
| 21 dic.      | 2-1          | Torino-Genoa      | 1-5           | 11 mag.       |
| 21 dic.      | 0-1          | Verona-Chievo     | 2-2           | 10 mag.       |

| andata (15ª) | andata (15ª) | 15ª giornata       | ritorno (34ª) | ritorno (34ª) |
|              |              |                    |               |               |
| 14 dic.      | 1-4          | Cesena-Fiorentina  | 1-3           | 3 mag.        |
| 15 dic.      | 0-2          | Chievo-Inter       | 0-0           | 3 mag.        |
| 15 dic.      | 0-0          | Empoli-Torino      | 1-0           | 6 mag.        |
| 14 dic.      | 0-1          | Genoa-Roma         | 0-2           | 3 mag.        |
| 14 dic.      | 1-1          | Juventus-Sampdoria | 1-0           | 2 mag.        |
| 13 dic.      | 3-0          | Lazio-Atalanta     | 1-1           | 3 mag.        |
| 14 dic.      | 2-0          | Milan-Napoli       | 0-3           | 3 mag.        |
| 13 dic.      | 2-1          | Palermo-Sassuolo   | 0-0           | 2 mag.        |
| 14 dic.      | 0-0          | Parma-Cagliari     | 0-4           | 4 mag.        |
| 14 dic.      | 1-2          | Udinese-Verona     | 1-0           | 3 mag.        |

| andata (16ª) | andata (16ª) | 16ª giornata      | ritorno (35ª) | ritorno (35ª) |
|              |              |                   |               |               |
| 21 dic.      | 3-3          | Atalanta-Palermo  | 3-2           | 10 mag.       |
| 18 dic.      | 1-3          | Cagliari-Juventus | 1-1           | 10 mag.       |
| 21 dic.      | 1-1          | Fiorentina-Empoli | 3-2           | 10 mag.       |
| 21 dic.      | 2-2          | Inter-Lazio       | 2-1           | 10 mag.       |
| 18 dic.      | 2-0          | Napoli-Parma      | 2-2           | 10 mag.       |
| 20 dic.      | 0-0          | Roma-Milan        | 1-2           | 9 mag.        |
| 21 dic.      | 2-2          | Sampdoria-Udinese | 4-1           | 10 mag.       |
| 20 dic.      | 1-1          | Sassuolo-Cesena   | 3-2           | 10 mag.       |
| 21 dic.      | 2-1          | Torino-Genoa      | 1-5           | 11 mag.       |
| 21 dic.      | 0-1          | Verona-Chievo     | 2-2           | 10 mag.       |

| andata (17ª) | andata (17ª) | 17ª giornata     | ritorno (36ª) | ritorno (36ª) |
|              |              |                  |               |               |
| 6 gen.       | 1-4          | Cesena-Napoli    | 2-3           | 18 mag.       |
| 6 gen.       | 0-0          | Chievo-Torino    | 0-2           | 17 mag.       |
| 6 gen.       | 0-0          | Empoli-Verona    | 1-2           | 17 mag.       |
| 6 gen.       | 2-2          | Genoa-Atalanta   | 4-1           | 17 mag.       |
| 6 gen.       | 1-1          | Juventus-Inter   | 2-1           | 16 mag.       |
| 5 gen.       | 3-0          | Lazio-Sampdoria  | 1-0           | 16 mag.       |
| 6 gen.       | 1-2          | Milan-Sassuolo   | 2-3           | 17 mag.       |
| 6 gen.       | 5-0          | Palermo-Cagliari | 1-0           | 17 mag.       |
| 6 gen.       | 1-0          | Parma-Fiorentina | 0-3           | 18 mag.       |
| 6 gen.       | 0-1          | Udinese-Roma     | 1-2           | 17 mag.       |

| andata (18ª) | andata (18ª) | 18ª giornata       | ritorno (37ª) | ritorno (37ª) |
|              |              |                    |               |               |
| 11 gen.      | 1-1          | Atalanta-Chievo    | 1-1           | 24 mag.       |
| 11 gen.      | 2-1          | Cagliari-Cesena    | 1-0           | 24 mag.       |
| 11 gen.      | 4-3          | Fiorentina-Palermo | 3-2           | 24 mag.       |
| 11 gen.      | 3-1          | Inter-Genoa        | 2-3           | 23 mag.       |
| 11 gen.      | 1-3          | Napoli-Juventus    | 1-3           | 23 mag.       |
| 11 gen.      | 2-2          | Roma-Lazio         | 2-1           | 25 mag.       |
| 11 gen.      | 1-0          | Sampdoria-Empoli   | 1-1           | 24 mag.       |
| 10 gen.      | 1-1          | Sassuolo-Udinese   | 1-0           | 24 mag.       |
| 10 gen.      | 1-1          | Torino-Milan       | 0-3           | 24 mag.       |
| 11 gen.      | 3-1          | Verona-Parma       | 2-2           | 24 mag.       |

| andata (17ª) | andata (17ª) | 17ª giornata     | ritorno (36ª) | ritorno (36ª) |
|              |              |                  |               |               |
| 6 gen.       | 1-4          | Cesena-Napoli    | 2-3           | 18 mag.       |
| 6 gen.       | 0-0          | Chievo-Torino    | 0-2           | 17 mag.       |
| 6 gen.       | 0-0          | Empoli-Verona    | 1-2           | 17 mag.       |
| 6 gen.       | 2-2          | Genoa-Atalanta   | 4-1           | 17 mag.       |
| 6 gen.       | 1-1          | Juventus-Inter   | 2-1           | 16 mag.       |
| 5 gen.       | 3-0          | Lazio-Sampdoria  | 1-0           | 16 mag.       |
| 6 gen.       | 1-2          | Milan-Sassuolo   | 2-3           | 17 mag.       |
| 6 gen.       | 5-0          | Palermo-Cagliari | 1-0           | 17 mag.       |
| 6 gen.       | 1-0          | Parma-Fiorentina | 0-3           | 18 mag.       |
| 6 gen.       | 0-1          | Udinese-Roma     | 1-2           | 17 mag.       |

| andata (18ª) | andata (18ª) | 18ª giornata       | ritorno (37ª) | ritorno (37ª) |
|              |              |                    |               |               |
| 11 gen.      | 1-1          | Atalanta-Chievo    | 1-1           | 24 mag.       |
| 11 gen.      | 2-1          | Cagliari-Cesena    | 1-0           | 24 mag.       |
| 11 gen.      | 4-3          | Fiorentina-Palermo | 3-2           | 24 mag.       |
| 11 gen.      | 3-1          | Inter-Genoa        | 2-3           | 23 mag.       |
| 11 gen.      | 1-3          | Napoli-Juventus    | 1-3           | 23 mag.       |
| 11 gen.      | 2-2          | Roma-Lazio         | 2-1           | 25 mag.       |
| 11 gen.      | 1-0          | Sampdoria-Empoli   | 1-1           | 24 mag.       |
| 10 gen.      | 1-1          | Sassuolo-Udinese   | 1-0           | 24 mag.       |
| 10 gen.      | 1-1          | Torino-Milan       | 0-3           | 24 mag.       |
| 11 gen.      | 3-1          | Verona-Parma       | 2-2           | 24 mag.       |

| \| andata (19ª) \| andata (19ª) \| 19ª giornata \| ritorno (38ª) \| ritorno (38ª) \| \| \| \| \| \| \| \| 18 gen. \| 2-3 \| Cesena-Torino \| 0-5 \| 31 mag. \| \| 18 gen. \| 1-2 \| Chievo-Fiorentina \| 0-3 \| 31 mag. \| \| 17 gen. \| 0-0 \| Empoli-Inter \| 3-4 \| 31 mag. \| \| 18 gen. \| 3-3 \| Genoa-Sassuolo \| 1-3 \| 31 mag. \| \| 18 gen. \| 4-0 \| Juventus-Verona \| 2-2 \| 30 mag. \| \| 18 gen. \| 0-1 \| Lazio-Napoli \| 4-2 \| 31 mag. \| \| 18 gen. \| 0-1 \| Milan-Atalanta \| 3-1 \| 30 mag. \| \| 17 gen. \| 1-1 \| Palermo-Roma \| 2-1 \| 31 mag. \| \| 18 gen. \| 0-2 \| Parma-Sampdoria \| 2-2 \| 31 mag. \| \| 18 gen. \| 2-2 \| Udinese-Cagliari \| 3-4 \| 31 mag. \| |              |                   |               |               |
| andata (19ª) | andata (19ª) | 19ª giornata      | ritorno (38ª) | ritorno (38ª) |
| |              |                   |               |               |
| 18 gen. | 2-3          | Cesena-Torino     | 0-5           | 31 mag.       |
| 18 gen. | 1-2          | Chievo-Fiorentina | 0-3           | 31 mag.       |
| 17 gen. | 0-0          | Empoli-Inter      | 3-4           | 31 mag.       |
| 18 gen. | 3-3          | Genoa-Sassuolo    | 1-3           | 31 mag.       |
| 18 gen. | 4-0          | Juventus-Verona   | 2-2           | 30 mag.       |
| 18 gen. | 0-1          | Lazio-Napoli      | 4-2           | 31 mag.       |
| 18 gen. | 0-1          | Milan-Atalanta    | 3-1           | 30 mag.       |
| 17 gen. | 1-1          | Palermo-Roma      | 2-1           | 31 mag.       |
| 18 gen. | 0-2          | Parma-Sampdoria   | 2-2           | 31 mag.       |
| 18 gen. | 2-2          | Udinese-Cagliari  | 3-4           | 31 mag.       |

| andata (19ª) | andata (19ª) | 19ª giornata      | ritorno (38ª) | ritorno (38ª) |
|              |              |                   |               |               |
| 18 gen.      | 2-3          | Cesena-Torino     | 0-5           | 31 mag.       |
| 18 gen.      | 1-2          | Chievo-Fiorentina | 0-3           | 31 mag.       |
| 17 gen.      | 0-0          | Empoli-Inter      | 3-4           | 31 mag.       |
| 18 gen.      | 3-3          | Genoa-Sassuolo    | 1-3           | 31 mag.       |
| 18 gen.      | 4-0          | Juventus-Verona   | 2-2           | 30 mag.       |
| 18 gen.      | 0-1          | Lazio-Napoli      | 4-2           | 31 mag.       |
| 18 gen.      | 0-1          | Milan-Atalanta    | 3-1           | 30 mag.       |
| 17 gen.      | 1-1          | Palermo-Roma      | 2-1           | 31 mag.       |
| 18 gen.      | 0-2          | Parma-Sampdoria   | 2-2           | 31 mag.       |
| 18 gen.      | 2-2          | Udinese-Cagliari  | 3-4           | 31 mag.       |

## Statistiche

### Squadre

#### Capoliste solitarie
|    | —— | —— | —— | —— | ——       | ——       | ——       | —— | ——       | ——       | ——       | ——       | ——       | ——       | ——       | ——       | ——       | ——       | ——       | ——       | ——       | ——       | ——       | ——       | ——       | ——       | ——       | ——       | ——       | ——       | ——       | ——       | ——       | ——       | ——       | ——       | ——       | —— |  |
|    |    |    |    |    | Juventus | Juventus | Juventus |    | Juventus | Juventus | Juventus | Juventus | Juventus | Juventus | Juventus | Juventus | Juventus | Juventus | Juventus | Juventus | Juventus | Juventus | Juventus | Juventus | Juventus | Juventus | Juventus | Juventus | Juventus | Juventus | Juventus | Juventus | Juventus | Juventus | Juventus | Juventus | Juventus |    |  |
|    |    |    |    |    |          |          |          |    |          |          |          |          |          |          |          |          |          |          |          |          |          |          |          |          |          |          |          |          |          |          |          |          |          |          |          |          |          |    |  |
|    |    |    |    |    |          |          |          |    |          |          |          |          |          |          |          |          |          |          |          |          |          |          |          |          |          |          |          |          |          |          |          |          |          |          |          |          |          |    |  |
| 1ª | 2ª | 3ª | 4ª | 5ª | 6ª       | 7ª       | 8ª       | 9ª | 10ª      | 11ª      | 12ª      | 13ª      | 14ª      | 15ª      | 16ª      | 17ª      | 18ª      | 19ª      | 20ª      | 21ª      | 22ª      | 23ª      | 24ª      | 25ª      | 26ª      | 27ª      | 28ª      | 29ª      | 30ª      | 31ª      | 32ª      | 33ª      | 34ª      | 35ª      | 36ª      | 37ª      | 38ª      |    |  |

#### Classifica in divenire
|            | 1ª | 2ª | 3ª | 4ª | 5ª | 6ª | 7ª | 8ª | 9ª | 10ª | 11ª | 12ª | 13ª | 14ª | 15ª | 16ª | 17ª | 18ª | 19ª | 20ª | 21ª | 22ª | 23ª | 24ª | 25ª | 26ª | 27ª | 28ª | 29ª | 30ª | 31ª | 32ª | 33ª | 34ª | 35ª | 36ª | 37ª | 38ª |
|            |    |    |    |    |    |    |    |    |    |     |     |     |     |     |     |     |     |     |     |     |     |     |     |     |     |     |     |     |     |     |     |     |     |     |     |     |     |     |
| ---------- | -- | -- | -- | -- | -- | -- | -- | -- | -- | --- | --- | --- | --- | --- | --- | --- | --- | --- | --- | --- | --- | --- | --- | --- | --- | --- | --- | --- | --- | --- | --- | --- | --- | --- | --- | --- | --- | --- |
| Atalanta   | 1  | 4  | 4  | 4  | 4  | 4  | 7  | 7  | 8  | 9   | 10  | 10  | 11  | 14  | 14  | 15  | 16  | 17  | 20  | 20  | 23  | 23  | 23  | 23  | 23  | 24  | 25  | 26  | 26  | 29  | 30  | 31  | 32  | 33  | 36  | 36  | 37  | 37  |
| Cagliari   | 1  | 1  | 1  | 1  | 4  | 4  | 5  | 8  | 9  | 9   | 10  | 11  | 11  | 11  | 12  | 12  | 12  | 15  | 16  | 19  | 19  | 19  | 20  | 20  | 20  | 20  | 21  | 21  | 21  | 21  | 21  | 24  | 24  | 27  | 28  | 28  | 31  | 34  |
| Cesena     | 3  | 3  | 4  | 4  | 5  | 6  | 6  | 6  | 6  | 7   | 7   | 8   | 8   | 8   | 8   | 9   | 9   | 9   | 9   | 12  | 15  | 15  | 16  | 16  | 19  | 20  | 21  | 21  | 22  | 22  | 23  | 23  | 24  | 24  | 24  | 24  | 24  | 24  |
| Chievo     | 0  | 3  | 3  | 3  | 4  | 4  | 4  | 4  | 4  | 5   | 8   | 9   | 10  | 13  | 13  | 16  | 17  | 18  | 18  | 18  | 18  | 21  | 24  | 24  | 25  | 26  | 29  | 32  | 32  | 35  | 36  | 37  | 40  | 41  | 42  | 42  | 43  | 43  |
| Empoli     | 0  | 0  | 1  | 2  | 3  | 6  | 7  | 7  | 7  | 7   | 10  | 13  | 14  | 15  | 16  | 17  | 18  | 18  | 19  | 19  | 20  | 23  | 24  | 27  | 28  | 29  | 30  | 33  | 33  | 33  | 34  | 35  | 38  | 41  | 41  | 41  | 42  | 42  |
| Fiorentina | 0  | 1  | 4  | 5  | 6  | 9  | 9  | 10 | 13 | 13  | 13  | 16  | 19  | 20  | 23  | 24  | 24  | 27  | 30  | 31  | 32  | 35  | 38  | 39  | 42  | 42  | 45  | 46  | 49  | 49  | 49  | 49  | 49  | 52  | 55  | 58  | 61  | 64  |
| Genoa      | 0  | 1  | 4  | 5  | 5  | 8  | 9  | 12 | 15 | 18  | 19  | 20  | 23  | 26  | 26  | 26  | 27  | 27  | 28  | 28  | 29  | 32  | 35  | 36  | 39  | 40  | 40  | 40  | 41  | 44  | 44  | 47  | 50  | 50  | 53  | 56  | 59  | 59  |
| Inter      | 1  | 4  | 5  | 8  | 8  | 8  | 9  | 12 | 15 | 15  | 16  | 17  | 17  | 17  | 20  | 21  | 22  | 25  | 26  | 26  | 26  | 29  | 32  | 35  | 35  | 36  | 37  | 37  | 38  | 41  | 42  | 45  | 48  | 49  | 52  | 52  | 52  | 55  |
| Juventus   | 3  | 6  | 9  | 12 | 15 | 18 | 19 | 22 | 22 | 25  | 28  | 31  | 34  | 35  | 36  | 39  | 40  | 43  | 46  | 49  | 50  | 53  | 54  | 57  | 58  | 61  | 64  | 67  | 70  | 70  | 73  | 73  | 76  | 79  | 80  | 83  | 86  | 87  |
| Lazio      | 0  | 3  | 3  | 3  | 6  | 9  | 12 | 15 | 16 | 19  | 19  | 19  | 20  | 23  | 26  | 27  | 30  | 31  | 31  | 34  | 34  | 34  | 37  | 40  | 43  | 46  | 49  | 52  | 55  | 58  | 58  | 59  | 62  | 63  | 63  | 66  | 66  | 69  |
| Milan      | 3  | 6  | 6  | 7  | 8  | 11 | 14 | 15 | 16 | 16  | 17  | 18  | 21  | 21  | 24  | 25  | 25  | 26  | 26  | 26  | 29  | 29  | 30  | 33  | 34  | 35  | 35  | 38  | 41  | 42  | 43  | 43  | 43  | 43  | 46  | 46  | 49  | 52  |
| Napoli     | 3  | 3  | 3  | 4  | 7  | 10 | 11 | 14 | 15 | 18  | 21  | 22  | 23  | 24  | 24  | 27  | 30  | 30  | 33  | 36  | 39  | 42  | 42  | 45  | 45  | 46  | 46  | 47  | 47  | 50  | 53  | 56  | 56  | 59  | 60  | 63  | 63  | 63  |
| Palermo    | 1  | 1  | 2  | 3  | 3  | 3  | 6  | 6  | 9  | 12  | 13  | 14  | 17  | 18  | 21  | 22  | 25  | 25  | 26  | 27  | 30  | 30  | 33  | 33  | 34  | 35  | 35  | 35  | 35  | 38  | 41  | 41  | 42  | 43  | 43  | 46  | 46  | 49  |
| Parma      | 0  | 0  | 3  | 3  | 3  | 3  | 3  | 3  | 3  | 6   | 6   | 6   | 6   | 5   | 6   | 6   | 9   | 9   | 9   | 9   | 9   | 9   | 10  | 13  | 13  | 11  | 9   | 9   | 10  | 13  | 13  | 16  | 16  | 16  | 17  | 17  | 18  | 19  |
| Roma       | 3  | 6  | 9  | 12 | 15 | 15 | 18 | 19 | 22 | 22  | 25  | 28  | 31  | 32  | 35  | 36  | 39  | 40  | 41  | 42  | 43  | 46  | 47  | 48  | 49  | 50  | 50  | 53  | 56  | 57  | 58  | 58  | 61  | 64  | 64  | 67  | 70  | 70  |
| Sampdoria  | 1  | 4  | 5  | 8  | 11 | 14 | 15 | 16 | 16 | 19  | 20  | 21  | 22  | 25  | 26  | 27  | 27  | 30  | 33  | 34  | 34  | 35  | 35  | 36  | 39  | 42  | 45  | 48  | 48  | 49  | 50  | 50  | 51  | 51  | 54  | 54  | 55  | 56  |
| Sassuolo   | 1  | 1  | 2  | 3  | 3  | 3  | 4  | 7  | 10 | 11  | 12  | 15  | 18  | 19  | 19  | 20  | 23  | 24  | 25  | 25  | 28  | 29  | 29  | 29  | 29  | 29  | 32  | 32  | 35  | 35  | 36  | 36  | 36  | 37  | 40  | 43  | 46  | 49  |
| Torino     | 1  | 1  | 1  | 4  | 5  | 5  | 8  | 8  | 11 | 12  | 12  | 12  | 12  | 13  | 14  | 17  | 18  | 19  | 22  | 25  | 28  | 31  | 32  | 33  | 36  | 36  | 36  | 39  | 42  | 43  | 44  | 47  | 48  | 48  | 48  | 51  | 51  | 54  |
| Udinese    | 3  | 3  | 6  | 9  | 12 | 13 | 13 | 16 | 16 | 16  | 17  | 18  | 18  | 21  | 21  | 22  | 22  | 23  | 24  | 27  | 28  | 28  | 28  | 28  | 28  | 31  | 32  | 33  | 34  | 34  | 35  | 38  | 38  | 41  | 41  | 41  | 41  | 41  |
| Verona     | 1  | 4  | 7  | 8  | 8  | 11 | 11 | 11 | 12 | 13  | 14  | 14  | 14  | 14  | 17  | 17  | 18  | 21  | 21  | 24  | 24  | 24  | 24  | 25  | 28  | 29  | 32  | 32  | 33  | 33  | 36  | 39  | 40  | 40  | 41  | 44  | 45  | 46  |

Note:
- Parma-Udinese della 24ª giornata è stata effettivamente giocata tra la 29ª e 30ª giornata, pertanto la tabella potrebbe rispecchiare solo in parte il reale andamento delle squadre in quel periodo di tempo.
- Genoa-Parma della 25ª giornata è stata effettivamente giocata tra la 30ª e 31ª giornata, pertanto la tabella potrebbe rispecchiare solo in parte il reale andamento delle squadre in quel periodo di tempo.

#### Classifiche di rendimento

##### Rendimento andata-ritorno
| Andata     | Andata | Ritorno    | Ritorno |
|            |        |            |         |
| Juventus   | 46     | Juventus   | 41      |
| Roma       | 41     | Lazio      | 38      |
| Napoli     | 33     | Fiorentina | 34      |
| Sampdoria  | 33     | Torino     | 32      |
| Lazio      | 31     | Genoa      | 31      |
| Fiorentina | 30     | Napoli     | 30      |
| Genoa      | 28     | Inter      | 29      |
| Inter      | 26     | Roma       | 29      |
| Milan      | 26     | Milan      | 26      |
| Palermo    | 26     | Chievo     | 25      |
| Sassuolo   | 25     | Verona     | 25      |
| Udinese    | 24     | Sassuolo   | 24      |
| Empoli     | 22     | Palermo    | 23      |
| Torino     | 22     | Sampdoria  | 23      |
| Verona     | 21     | Empoli     | 20      |
| Atalanta   | 20     | Cagliari   | 18      |
| Chievo     | 18     | Atalanta   | 17      |
| Cagliari   | 16     | Udinese    | 17      |
| Parma      | 10     | Parma      | 16      |
| Cesena     | 9      | Cesena     | 15      |

##### Rendimento casa-trasferta
| Casa       | Casa | Trasferta  | Trasferta |
|            |      |            |           |
| Juventus   | 51   | Juventus   | 36        |
| Napoli     | 38   | Roma       | 33        |
| Lazio      | 37   | Lazio      | 32        |
| Roma       | 37   | Fiorentina | 31        |
| Fiorentina | 33   | Inter      | 27        |
| Genoa      | 33   | Genoa      | 26        |
| Milan      | 32   | Napoli     | 25        |
| Sampdoria  | 31   | Sampdoria  | 25        |
| Torino     | 31   | Torino     | 23        |
| Palermo    | 30   | Chievo     | 22        |
| Sassuolo   | 29   | Milan      | 20        |
| Inter      | 28   | Sassuolo   | 20        |
| Empoli     | 26   | Verona     | 20        |
| Verona     | 26   | Palermo    | 19        |
| Udinese    | 23   | Atalanta   | 18        |
| Chievo     | 21   | Cagliari   | 18        |
| Atalanta   | 19   | Udinese    | 18        |
| Parma      | 19   | Empoli     | 16        |
| Cagliari   | 16   | Cesena     | 8         |
| Cesena     | 16   | Parma      | 7         |

#### Primati stagionali
Squadre:
- Maggior numero di vittorie: Juventus (26)
- Minor numero di vittorie: Cesena (4)
- Maggior numero di pareggi: Empoli (18)
- Minor numero di pareggi: Lazio (6)
- Maggior numero di sconfitte: Parma (24)
- Minor numero di sconfitte: Juventus (3)
- Miglior attacco: Juventus (72)
- Peggior attacco: Chievo (28)
- Miglior difesa: Juventus (24)
- Peggior difesa: Parma (75)
- Miglior differenza reti: Juventus (+48)
- Peggior differenza reti: Parma (-42)
- Miglior serie positiva: Juventus (20, 10ª-29ª)
- Peggior serie negativa: Parma (6, 4ª-9ª)
- Maggior numero di vittorie consecutive: Lazio (8, 23ª-30ª)
- Maggior numero di espulsioni: Milan (10)

Partite:
- Partita con più goal: Parma-Milan 4-5 (9)
- Partita con maggiore scarto di gol: Inter-Sassuolo 7-0, Juventus-Parma 7-0 (7)
- Partita con più espulsi: Juventus-Roma 3-2, Parma-Milan 4-5, Lazio-Sassuolo 3-2, Milan-Udinese 2-0, Palermo-Parma 2-1, Roma-Sassuolo 2-2, Palermo-Sassuolo 2-1, Empoli-Verona 0-0, Parma-Fiorentina 1-0, Roma-Empoli 1-1, Sassuolo-Inter 3-1, Atalanta-Torino 1-2, Atalanta-Sassuolo 2-1, Udinese-Inter 1-2, Chievo-Cagliari 1-0, Verona-Udinese 0-1, Lazio-Inter 1-2, Sassuolo-Milan 3-2, Milan-Torino 3-0 e Napoli-Lazio 2-4 (2)

### Individuali

#### Classifica marcatori
| Gol | Rigori |  | Giocatore           | Squadra                  |
| --- | ------ |  | ------------------- | ------------------------ |
| 22  | 4      |  | Mauro Icardi        | Inter                    |
| 22  | 4      |  | Luca Toni           | Verona                   |
| 20  | 2      |  | Carlos Tévez        | Juventus                 |
| 18  | 3      |  | Gonzalo Higuaín     | Napoli                   |
| 16  | 8      |  | Jérémy Ménez        | Milan                    |
| 15  |        |  | Manolo Gabbiadini   | Sampdoria (7) Napoli (8) |
| 15  | 6      |  | Domenico Berardi    | Sassuolo                 |
| 14  | 1      |  | Antonio Di Natale   | Udinese                  |
| 13  |        |  | Miroslav Klose      | Lazio                    |
| 13  | 2      |  | Iago Falque         | Genoa                    |
| 13  | 3      |  | Fabio Quagliarella  | Torino                   |
| 13  | 3      |  | Paulo Dybala        | Palermo                  |
| 11  | 1      |  | Simone Zaza         | Sassuolo                 |
| 11  |        |  | José María Callejón | Napoli                   |
| 10  |        |  | Felipe Anderson     | Lazio                    |
| 10  | 1      |  | Massimo Maccarone   | Empoli                   |
| 10  |        |  | Cyril Théréau       | Udinese                  |
| 10  | 2      |  | Antonio Candreva    | Lazio                    |
| 10  |        |  | Marco Parolo        | Lazio                    |
| 10  | 1      |  | Franco Vázquez      | Palermo                  |

### Arbitri
Di seguito è indicata, in ordine alfabetico, la lista dei 38 arbitri che hanno preso parte alla Serie A 2014-2015. Tra parentesi è riportato il numero di incontri diretti. 
- Eugenio Abbattista (1)
- Rosario Abisso (2)
- Luca Banti (20)
- Gianpaolo Calvarese (18)
- Angelo Cervellera (17)
- Daniele Chiffi (1)
- Antonio Damato (17)
- Marco Di Bello (18)
- Aleandro Di Paolo (1)
- Daniele Doveri (18)
- Michael Fabbri (3)
- Claudio Gavillucci (3)
- Andrea Gervasoni (18)
- Davide Ghersini (1)
- Piero Giacomelli (18)
- Marco Guida (16)
- Massimiliano Irrati (19)
- Federico La Penna (1)
- Gianluca Manganiello (1)

- Fabio Maresca (2)
- Maurizio Mariani (3)
- Davide Massa (17)
- Paolo Mazzoleni (18)
- Daniele Minelli (1)
- Luigi Nasca (1)
- Daniele Orsato (17)
- Luca Pairetto (2)
- Fabrizio Pasqua (2)
- Sebastiano Peruzzo (17)
- Ivano Pezzuto (1)
- Riccardo Pinzani (1)
- Nicola Rizzoli (18)
- Gianluca Rocchi (18)
- Carmine Russo (15)
- Juan Luca Sacchi (1)
- Paolo Tagliavento (18)
- Dino Tommasi (18)
- Paolo Valeri (17)